# Lazaret
Ne doit pas être confondu avec Lazareth.

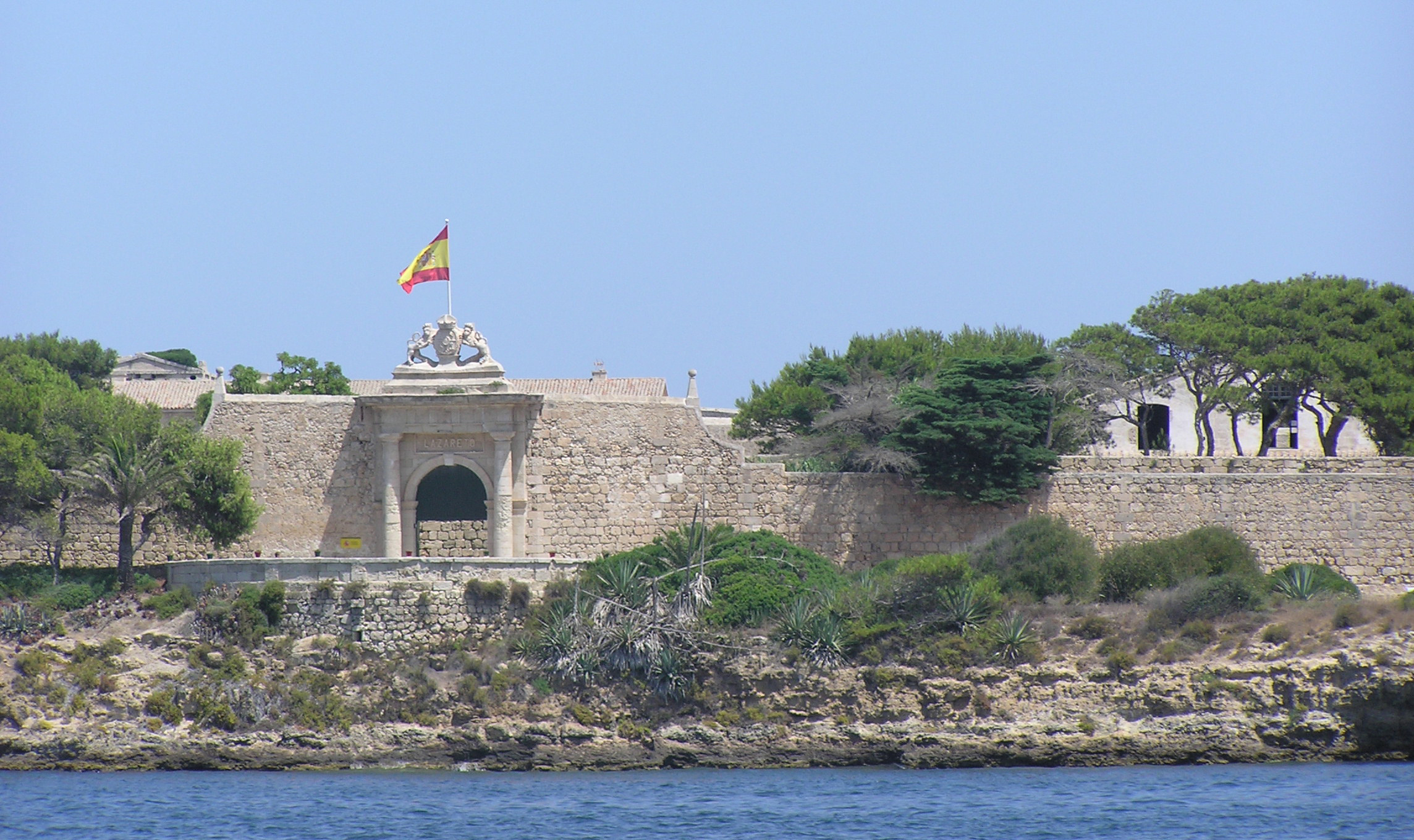
Lazaret de Port Mahon (îles Baléares), entrée principale.

Un lazaret était un établissement maritime de mise en quarantaine des passagers, équipages et marchandises en provenance de ports où sévissait la peste. Apparus en Méditerranée à partir du XIVe siècle, ils sont aussi, de façon plus générale, des établissements terrestres de soins et d'isolement contre d'autres maladies épidémiques, partout ailleurs dans le monde.
Le système des lazarets atteint son apogée aux XVIIe et XVIIIe siècles où il est utilisé comme moyen de défense efficace contre les épidémies de peste. Au cours du XIXe siècle, il se montre moins efficace contre le choléra. Le libéralisme commercial, la navigation à vapeur, et l'avènement de la microbiologie rendent le système obsolète à la fin du XIXe siècle.
Des lazarets sont ponctuellement utilisés jusqu'à la Seconde Guerre mondiale. De nos jours en France, le mot désigne aussi quelques lieux-dits sur le littoral méditerranéen où un lazaret, aujourd'hui disparu, avait été établi à Nice, Sète, Marseille.

## Étymologie

La parabole de Lazare, dans le Livre imprimé d'heures à l'usage de Rome (1510) par Guillaume le Rouge.

Le mot « lazaret » (apparu en 1567), désignant une léproserie, est un emprunt à l'italien lazzaretto (avant 1512), altération de Nazaretto (1478), nom donné à l'hôpital construit sur l'île de Santa Maria di Nazaret (devenue Lazzaretto Vecchio) comme lieu de quarantaine près de Venise. Le terme lazzaretto est probablement dérivé de lazzaro et lazarone pour « mendiant, lépreux ou ladre ».
Le terme lazzaro tirerait son origine du nom de « Lazare », protagoniste d’une parabole de l'Évangile selon Luc. En effet, pour enseigner la charité, Jésus y décrit l’histoire d'un pauvre nommé Lazare, et d'un mauvais riche : le pauvre, couvert d’ulcères et mourant de faim vient à la porte de la demeure du riche qui faisait bombance. Le pauvre ne reçut même pas ce qui tombait de la table du riche. Mais, dans l’Au-delà, le pauvre fut emporté au Ciel et le riche se retrouva en Enfer.
Ce saint Lazare imaginaire, inventé pour le besoin d'une parabole, a vite été confondu avec un autre saint Lazare, Lazare de Béthanie, ami de Jésus, qui aurait été le frère de Marthe et de Marie.
Au Moyen Âge, ce Lazare légendaire si populaire, dont la geste était racontée dans les sermons, les fresques, la statuaire et les vitraux, a été canonisé, devenant ainsi « saint Lazare ». Il est devenu le patron des ladres : tous les lieux-dits Saint-Lazare font allusion à d'anciennes léproseries disparues. Après le déclin de la lèpre et l'arrivée de la peste noire, saint Lazare (Lazaire, Lazarus, Lazzaro...) est devenu un saint antipesteux.

## Définitions et appellations
Un lazaret est un établissement hospitalier servant de lieu de quarantaine, qui peut se situer en zone maritime (près ou dans un port) ou terrestre (ville, zone frontalière, aérodrome). En allemand et en russe, ce mot signifie « hôpital militaire » ou « infirmerie de campagne ».

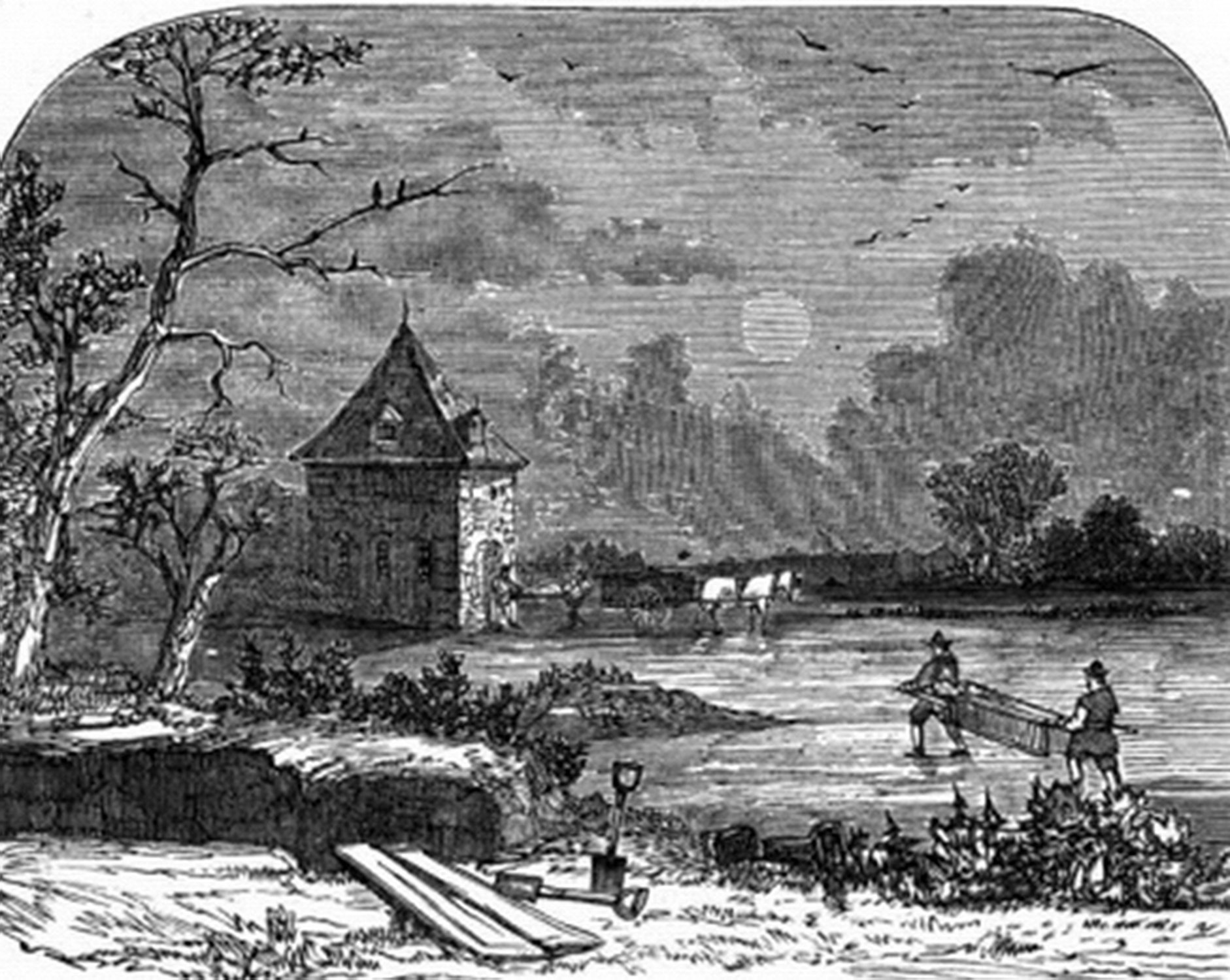
Pest house et fosse commune à Finsbury, près de Londres.

En anglais, le mot d'origine vénitienne lazaretto est utilisé pour désigner un lazaret, tandis que le mot pest house (en) (en néerlandais pesthuis et en allemand pesthaus) désigne une maison de quarantaine située ailleurs que dans un port. Contrairement aux lazarets maritimes qui sont le plus souvent permanents, les pest houses sont des établissements temporaires ne fonctionnant qu'en situation épidémique. Ce sont des constructions facilement montées et démontées, avec stockage des éléments, appelés selon leur type « hovels », « cabins », « tents », « booths », et même « cages ».
L'équivalent français des pest houses sont les « cabanes », « baraques », « huttes » ou « loges » qui concilient l'isolement et les soins en limite d'agglomérations. Ils sont construits en bois (destruction par le feu après l'épidémie). Utilisées jusqu'au début du XVIIIe siècle, elles portent divers noms selon la région : chabotes (Marseille), hobettes (Lille), cadoles (Chalons-sur-Saone), capites (Genève). D'abord en bois, ces refuges peuvent être en toile ou en briques.
En Espagne, ce type d'établissement est appelé « corrals » : ce peut être un hospice pour pèlerins ou des abris de paysans à la limite d'un champ ou à la lisière d'une forêt.
Parallèlement, des hôpitaux permanents d'isolement et de soins sont construits, ce sont les hôpitaux spécialisés pour pestiférés qui peuvent aussi être des léproseries reconverties.
Au XVIIIe siècle, sur le cordon sanitaire constitué par la frontière entre l'Autriche et la Turquie, des zones commerciales aménagées pour continuer à commercer sans s'approcher de trop près sont appelées « rastelle » ou rastel au singulier. Alors qu'un établissement de quarantaine proprement dit (voyageurs et marchandises dans le sens Turquie-Autriche) est un « kontumazanstalt » ou kontumaz constitué de plusieurs maisons isolées dites « koliben ».

## Origines
Les premiers lazarets et pest houses apparaissent au XIVe et XVe siècles. Ils se développent, surtout en réseaux maritimes, du XVIe au XIXe siècle.
En 1348, à Avignon, le pape Clément VI achète un terrain situé dans une boucle de fortifications, il fait construire des cabanes en bois pour soigner et isoler les pestiférés.
La première maison de quarantaine pour pestiférés (pesthuis en néerlandais) serait celle de Mont-Sainte-Gertrude en 1356, mais le premier lazaret institué par une cité-État se situe sur le territoire de la république de Venise, à Raguse (devenue Dubrovnik) sur l'île de Mljet en 1377. La ville de Venise elle-même construit un hôpital de pestiféré en 1403, et sur décision du Senato un lazaret plus grand est fondé sur une île en 1423, appelée depuis Lazzaretto Vecchio,.

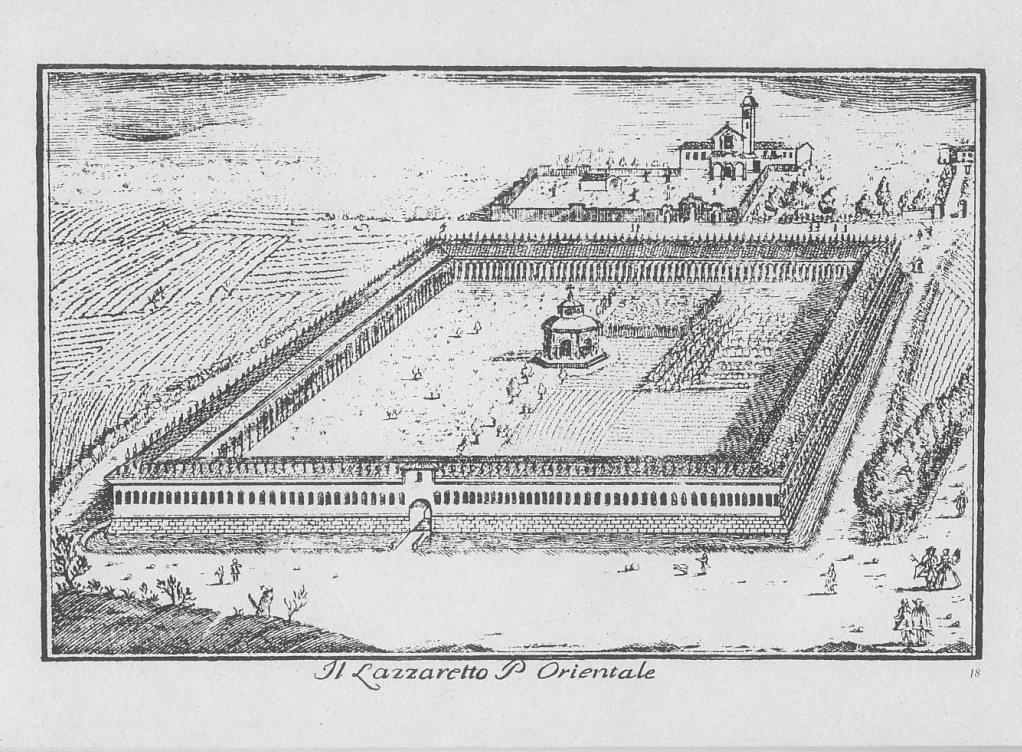
Dessin du lazaret de Milan vue de sa porte orientale, au XVIIIe siècle.

Cet exemple est suivi par d'autres villes comme Livourne, Gênes, Ancône, Trieste et La Valette. En 1399, Milan expérimente des groupes de petites maisons situées extra-muros, les mansioni. En 1451, Milan établit un hôpital de peste à Cusago, et à partir de 1488 la ville construit un lazaret monumental le Lazaret de Milan (it)(lazzaretto di San Gregorio). Florence l'imite en 1494 avec le lazzaretto di San Bastiano.
L'institution est adoptée en France par le Sud-Est : Marseille dispose d'un établissement pour pestiférés dès 1383, Bourg-en-Bresse (1472) et Lyon (1474) se dotent d'un hôpital pour pestiférés, ces hôpitaux sont situés au confluent de la Saône et du Rhône et reçoivent les malades par bateaux. Des léproseries sont converties ou utilisées pour les pestiférés (Marseille 1476, Orléans 1414).
À la même époque, les villes germaniques d'Ulm et Überlingen se dotent de Pesthäuser. En fait, si ces créations se répandent en Europe, la construction d'hôpitaux spécialisés, de petits ou grands lazarets, ou de cabanes provisoires en bois s'effectue en fonction des moyens financiers locaux.

## Développement et constitution en réseaux
Aux XVIe et XVIIe siècles, l'institution des lazarets continue de s'étendre, mais en restant sous le contrôle de chaque cité. À Marseille, un premier lazaret est fondé en 1526. D'autres exemples sont Barcelone (1562) et Séville (1568), Utrech (1567) et Gand (1582). En 1580, Paris débute la construction d'un lazaret monumental à l'image de celui de Milan, mais il ne sera jamais terminé.
Au Royaume-Uni, les premières pest houses apparaissent à Oxford, Newcastle et Windsor après l'épidémie de peste de 1603, et Londres n'a que des cabanes dans les champs en 1625. Au cours du XVIIe siècle, ces institutions tendent à devenir obligatoires par décret royal. Les Tudors et les Stuarts imposent des pest houses pour chaque ville anglaise. De même au Danemark en 1625, après Copenhague en 1619.

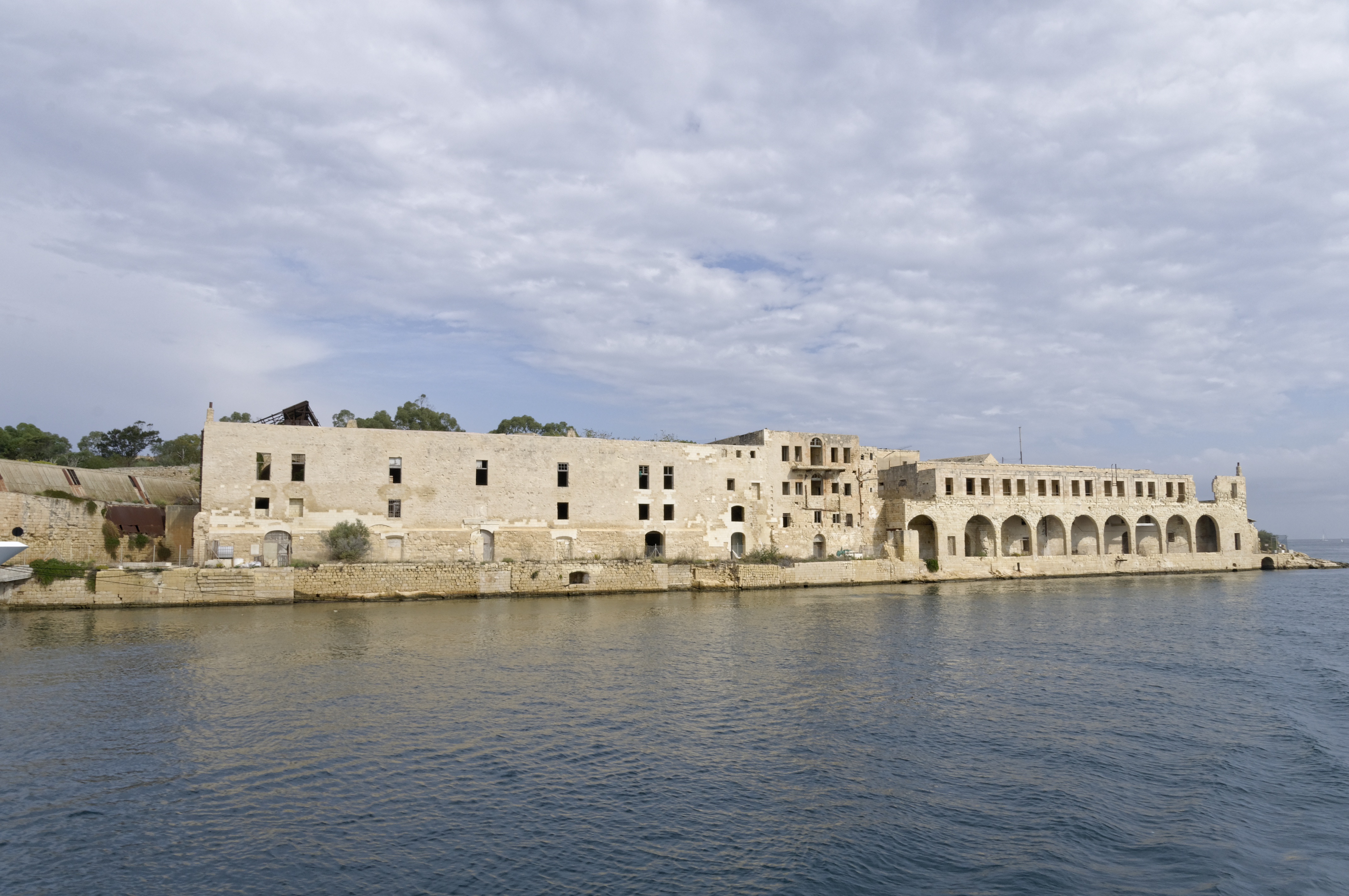
Une des façades du lazaret de Malte.

Au sens propre, les lazarets de quarantaine sont surtout maritimes, ils s'organisent en réseaux au tournant du XVIIe siècle. Les habitants des villes portuaires de méditerranée prennent conscience que la peste est une maladie contagieuse provenant de Barbarie (côtes du Maghreb actuel) et du Levant. Le lazaret s'impose comme impératif économique : assurer la sécurité sanitaire du trafic maritime. Il s'agit de réduire au maximum le nombre de ports autorisés à recevoir des navires en provenance directe de ces régions, en faisant du lazaret un passage obligé.
En 1622, le parlement de Provence n'accorde ce droit à qu'aux seuls ports de Marseille et de Toulon ; de même en 1661 pour la république de Gênes où le seul port autorisé est Gênes lui-même. Cette situation est à l'origine du lazaret moderne comme bâtiment spécialisé, clé de voûte d'un système administratif et réglementaire. Ce système évolue en échappant aux autorités locales pour être placé sous autorité de l'État.

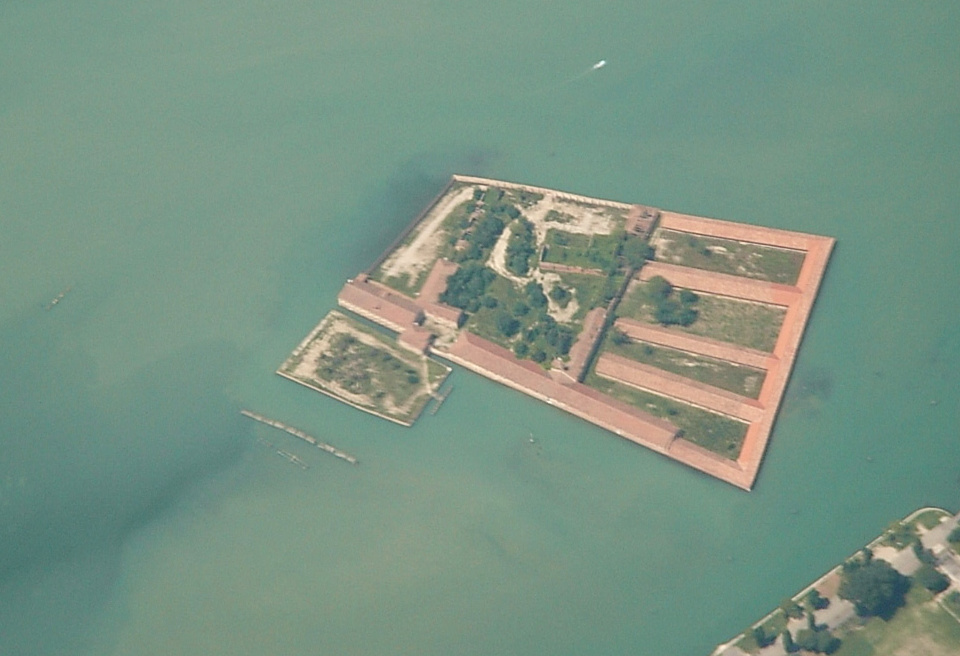
L'île du Lazzaretto Vecchio de Venise, vue du ciel.

Au début du XVIIIe siècle, les lazarets sont agrandis ou aménagés, et ce jusque dans la première moitié du XIXe siècle. Des ports méditerranéens utilisent successivement ou simultanément plusieurs lazarets, jusqu'à trois pour Ancône, Trieste, Venise et Dubrovnik, et même quatre pour Marseille.
La fondation d'un nouveau lazaret devient un acte de volonté politique qui précède l'activité économique. Par exemple, celui d'Ancône vise à rivaliser avec Venise, celui de l'île de Minorque (lazaret de Port-Mahon) est un moyen de contrôler tous les navires suspects destinés aux ports espagnols de la Méditerranée, celui de Sète est une tentative d'entamer le monopole commercial de Marseille avec le Levant.
Dans les ports méditerranéens, le lazaret est aussi indispensable que la citadelle. Leur construction ou réaménagement vont de pair, marquant une volonté politique de puissance économique (protection sanitaire et militaire). À Ancône ou à la La Spezia, le lazaret peut avoir aussi une fonction militaire.
Dans cette protection contre la peste, il se crée une hiérarchie portuaire internationale en méditerranée occidentale qui ne se retrouve nulle part ailleurs : les ports dotés de grands lazarets (par exemple Marseille et Toulon pour la façade méditerranéenne française) évoluent au détriment des autres ports, réduits à un rôle modeste et limité.

## Architecture

### Situation
Un lazaret s'établit en principe à l'écart d'une agglomération portuaire. La distance dépend du relief, du découpage de la côte, du terrain disponible et de l'exposition des vents dominants. En accord avec la théorie des miasmes, les vents devaient éloigner les miasmes du lazaret de la ville elle-même. À Marseille, les « Nouvelles Infirmeries » (Lazaret d'Arenc) sont à l'écart du port, mais à trois cents mètres des remparts de la ville. D'autres peuvent être éloignés de plusieurs kilomètres (terrain vaste isolé). Le meilleur emplacement est souvent une île (Venise, Naples...), à défaut on utilise une presqu'île (La Spezia, Toulon...).
Les dimensions des lazarets dépendent de l'importance d'une ville portuaire en évoluant avec elle. Par exemple, le lazaret de Malte passe de 8 000 m2 à 30 000 m2, de 1645 à 1790 ; le lazaret d'Arenc de Marseille couvre 18 hectares en 1663 et 34 hectares en 1830,.

### Construction

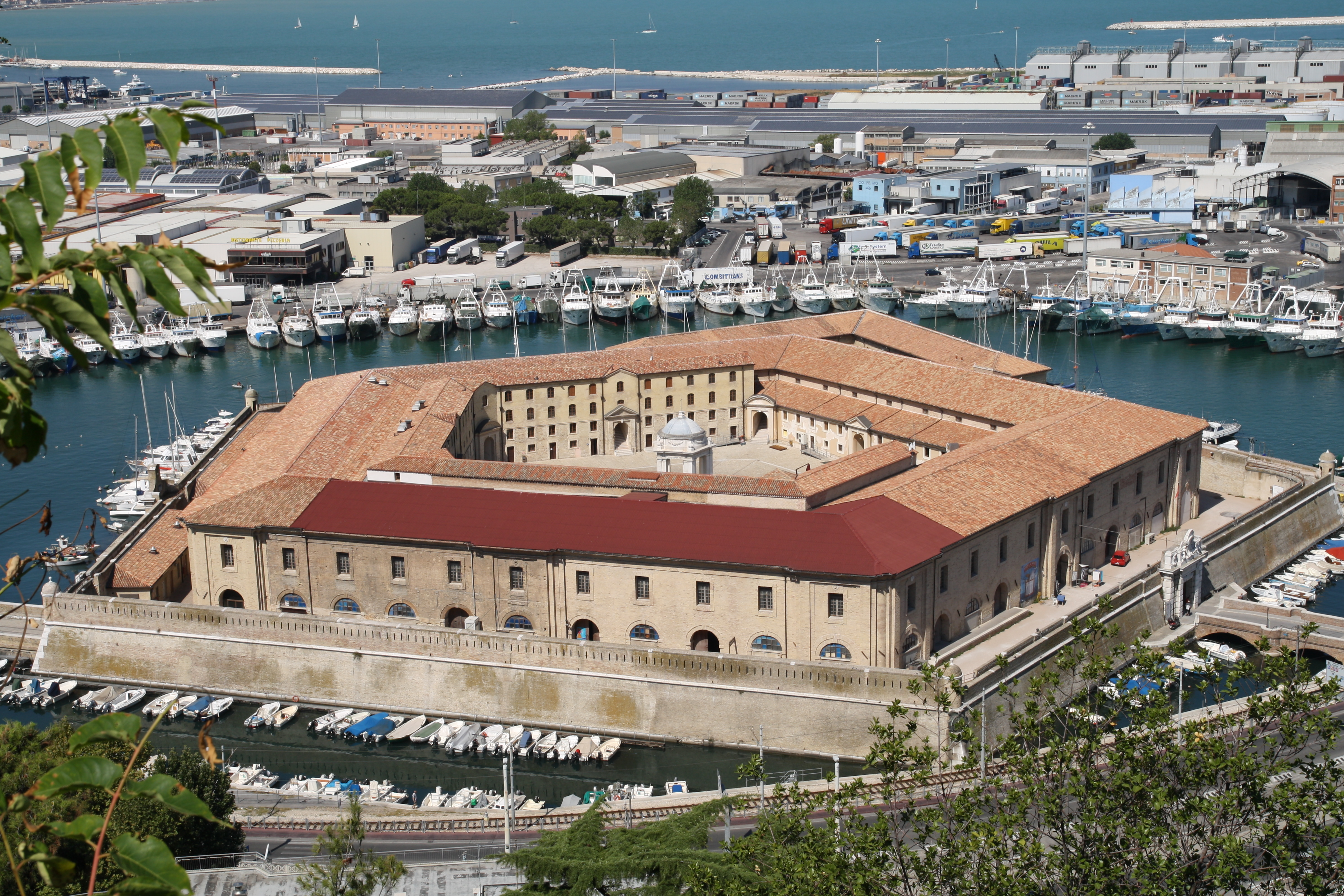
Lazaret pentagonal d'Ancône, et sa forme rare.

La figure architecturale la plus répandue est le rectangle régulier, allongé au bord de la mer. Le lazaret de Gênes présente plus de 250 m de façade, tandis que le lazaret San Leopoldo de Livourne en a une de 420 m. Des lazarets insulaires s'adaptent aux contours de l'île (Venise), d'autres suivent l'incurvation du littoral par une série de trois ou quatre rectangles. Ces constructions sont prévues pour permettre des agrandissements ultérieurs.
Vers le XVIIIe siècle, les nouveaux lazarets créés ex nihilo peuvent adopter des formes plus rares : petits rectangles formant un grand triangle (La Spezia), pentagone régulier (Ancône), F inversé (Marseille).
Les lazarets sont construits de façon à limiter le plus possible les contacts avec l'extérieur. La façade se présente comme une muraille presque aveugle, parfois renforcée de tours. Cette muraille peut être doublée (lazaret de Port Mahon avec deux murs de 7,45 m de haut séparés par un fossé de 13 m de large), voire triplée (Marseille, 1830).

### Composition
Tous les lazarets sont divisés en secteurs soigneusement séparés, de deux enclos jusqu'à sept (Marseille). Chaque enclos est composé d'une cour plus ou moins vaste, avec fontaine d'eau courante, et de bâtiments autour de la cour ou au milieu de celle-ci. Ces bâtiments sont des halles couvertes par des voûtes, ouvertes sur les côtés se fermant par des grilles. Ce sont des entrepôts pour les marchandises, le plus souvent sans étages. À Marseille en 1757, un entrepôt peut avoir 65 m de long sur 35 m de large, à Livourne de 200 m de long sur 20 m de large.

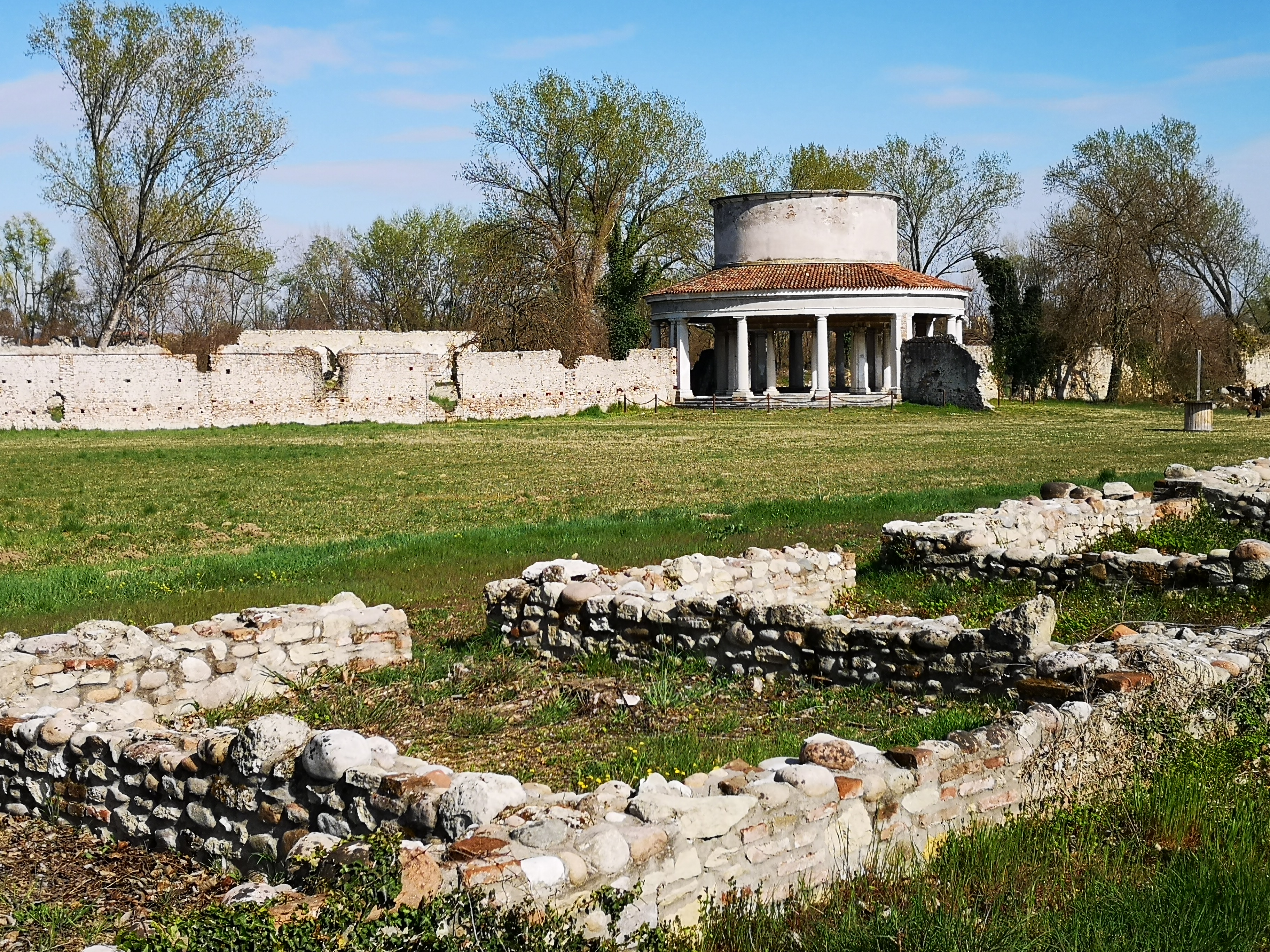
Vestiges du lazaret de Vérone, et sa chapelle centrale.

Les voyageurs en quarantaine sont logés dans des chambres situées dans des ailes, isolées des entrepôts et de leurs voisins. Les grands lazarets peuvent disposer de plusieurs dizaines de chambres (141 à Port Mahon), parfois réparties en trois classes comme les cabines de navire.
Un lazaret dispose d'une chapelle, généralement dédiée à saint Roch, placée d'une façon telle qu'il est possible d'assister à la messe sans être en contact les uns avec les autres. Les plus grands lazarets peuvent avoir leur propre cimetière, et même deux, un pour les catholiques, et un pour les autres cultes (Livourne, Port Mahon).
Enfin le capitaine du lazaret habite à l'intérieur de celui-ci, dans un appartement (Ancône) ou une maison isolée avec jardin (Marseille), mais toujours de manière à pouvoir surveiller l'ensemble de l'établissement.

## Administration et règlements
Les premières administrations sanitaires permanentes (lazarets maritimes) apparaissent progressivement en méditerranée à partir du XVe siècle. Les plus importantes sont celles de Venise (Magistrato di Sanita, 1486, réorganisé en 1630), de Livourne (Consiglio di Sanita, 1606-1609) et de Marseille (Bureau de santé, vers 1640). Ces institutions sont dirigées par des administrateurs bénévoles, élus ou nommés, qui ont sous leurs ordres des employés rémunérés.

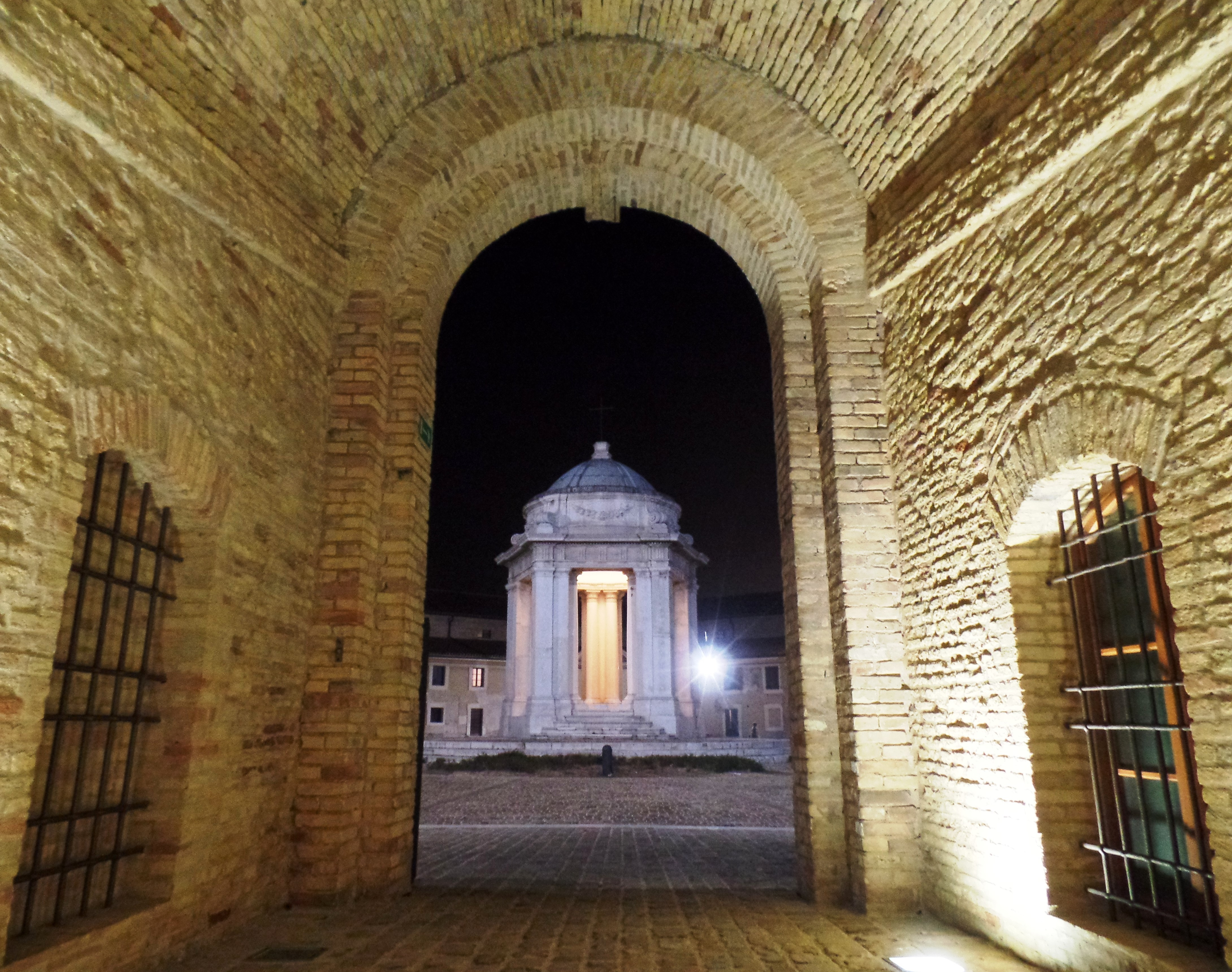
Vue sur la chapelle au centre de la cour intérieure, lazaret d'Ancône.

Le nombre et la qualité de ces administrateurs varient selon les lieux et les époques. Ils peuvent être archevêque, capitaine actuel du port ou capitaine au long cours à la retraite, ancien échevin ou ancien négociant. En France, ils sont nommés intendants et superintendants, en Italie, provveditori et supraprovveditori. À Venise, ils sont cinq en 1630 et nommés pour un an à partir de 1666. À Marseille, ils sont seize après 1654 et désignés pour six ans.
Leur rôle est d'édicter le règlement du lazaret, de l'appliquer et de le faire respecter. Ces règlements évoluent sans cesse en s'ajustant à l'expérience acquise. Dans la seconde moitié du XVIIe siècle, ces règlements sont entérinés par des autorités supérieures (le Sénat à Venise, le parlement de Provence, puis ordonnance royale à Marseille). Ils prennent une forme de plus en plus unifiée jusqu'au début du XIXe siècle, en devenant comparable d'un port à l'autre.
Ces règlements servent de modèle pour les pays souhaitant adopter une protection sanitaire maritime. Pour son port de Trieste (alors autrichien), l'Autriche adopte une loi de quarantaine (1755) inspirée de celle de Venise ; en 1799, les États-Unis, par l'intermédiaire de leur consul, demandent à Marseille la description et l'organisation de ses lazarets.

## Fonctionnement et vie quotidienne

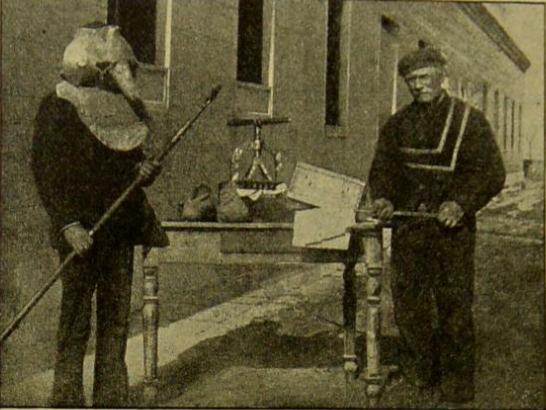
Équipements de peste (masque et instruments pour désinfecter le courrier) découverts en 1899 sur l'île de Poveglia utilisée comme lazaret depuis le XVIe siècle, photo prise en 1904.

Durant les deux siècles d'apogée des lazarets maritimes (XVIIe et XVIIIe siècles), le rituel sanitaire est à peu près identique, quels que soient la nationalité du vaisseau et le port concerné. Les ports avec lazarets de grande quarantaine fonctionnent comme des verrous de sûreté.
Le capitaine du navire s'approche en canot du lieu où se trouvent les magistrats de santé. À distance, il répond à un interrogatoire (nom du navire et du capitaine, nationalité, provenance, cargaison, passagers, état de santé, rencontres et incidents durant la traversée…). Ensuite, les papiers du bord et le courrier sont saisis par de longues pincettes et « désinfectés », trempés dans du vinaigre (Malte, Marseille) ou soumis à des vapeurs de soufre (Venise, Trieste).

### Patente de santé
Le document le plus important est la patente de santé qui détermine la durée et les conditions d'une quarantaine. Ce document est fourni par le consul européen (de la nationalité du navire concerné) du port d'origine du Levant ou de Barbarie. Dans ces grands ports (comme Alger, Salonique, Alexandrie, Smyrne…), le consul dispose de moyens et de personnel pour s'informer de la situation sanitaire locale. Il peut délivrer trois types de patentes :
- patente nette : « la santé est très bonne » signifie absence de peste.
- patente soupçonnée ou touchée : rumeurs d'épidémie dans la ville portuaire de provenance, ou ville indemne mais dans une région où sévit la peste.
- patente brute (terme italien pour mauvais) : port de départ ou ses alentours atteints de peste.

La durée de quarantaine dépend du degré de gravité de la patente. Pour les passagers, elle va de deux semaines en patente nette et jusqu'à cinq semaines en patente brute. Pour le navire lui-même, elle varie de 22 à 40 jours. Par exemple, au sein du lazaret de Marseille les passagers déclarés selon une patente nette sont soumis à un isolement de 14 à 18 jours alors que les passagers de catégorie brute doivent être confinés entre 32 et 35 jours.

### Purge de santé
Le navire en purge est ancré au large du lazaret. Il est nettoyé et lavé, puis « parfumé » (désinfecté) en faisant brûler dans la cale diverses substances à base de soufre, puis de chlore à partir du XIXe siècle.
Les cargaisons sont soumises aux quarantaines les plus longues. On distingue les susceptibles, celles qui par expérience sont plus à même de propager la peste : textiles, fourrures et poils... et les non-susceptibles comme les denrées alimentaires, les plantes et les métaux. Une patente brute avec cargaison susceptible entraine un doublement du temps de quarantaine, pouvant aller jusqu'à 60 jours (Marseille, après la peste de 1720), alors que d'autres, exempts de peste depuis plus longtemps, adoptent une quarantaine plus courte.

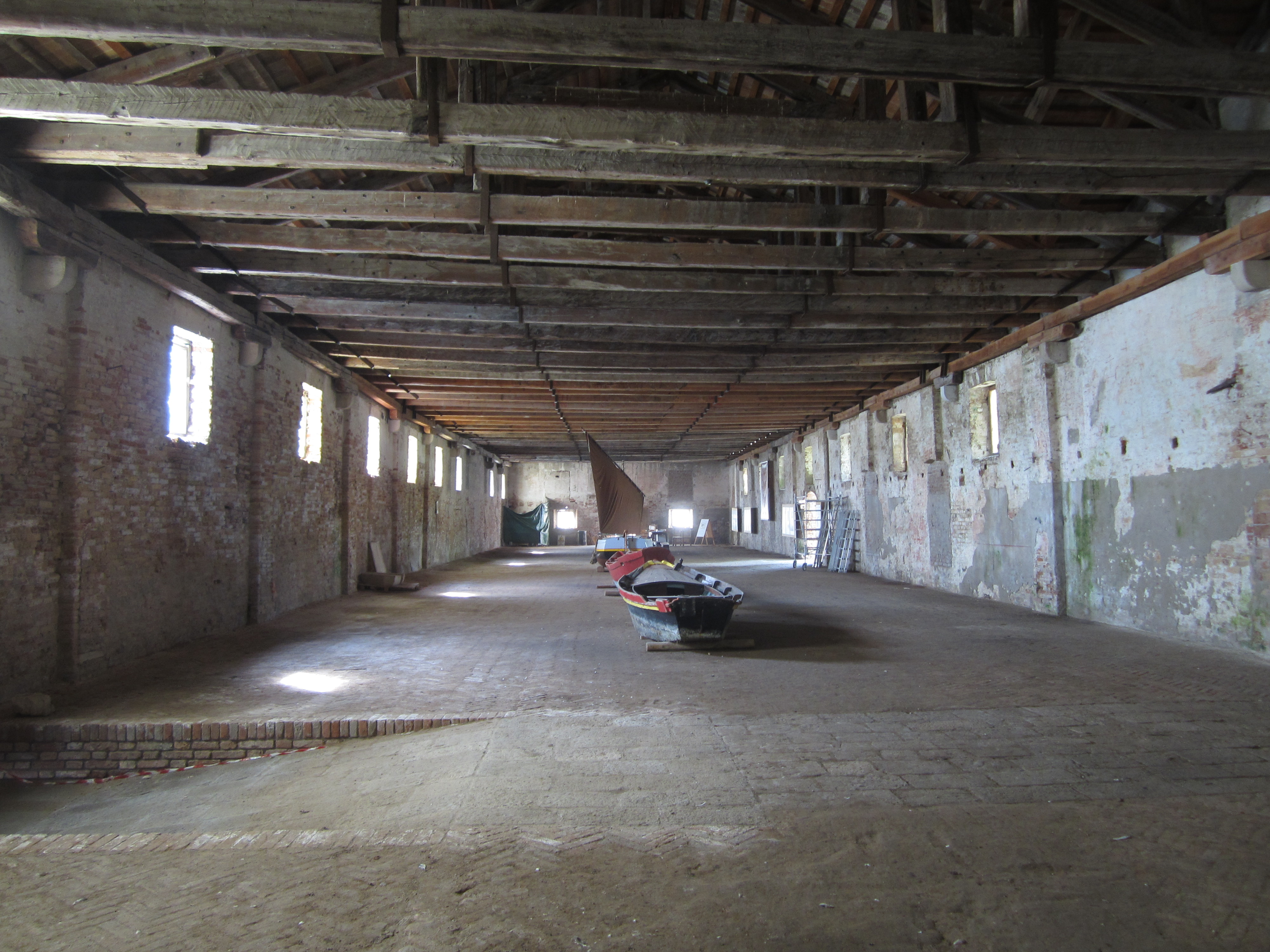
Vue de l'ancien Entrepôt du Lazzaretto Vecchio de Venise.

Les marchandises sont déballées et mises en tas dans des entrepôts ouverts pour être « purifiées », c'est-à-dire exposées aux vents et aux courants d'air, parfois lavées à l'eau vinaigrée. Les ouvriers ou portefaix travaillent obligatoirement bras nus, ils doivent en plus plonger les bras jusqu'à l'épaule dans les marchandises. Ils ne peuvent sortir du lazaret durant la quarantaine, et leur bonne santé est une preuve d'absence de principe contagieux.
Les passagers subissent leur propre quarantaine, en restant à bord ou logés au lazaret à terre. À la fin de leur quarantaine respective, les marchandises sont remballées, et les passagers peuvent débarquer.
Les lazarets maritimes les plus importants sont très fréquentés. Au XVIIIe siècle, à Marseille, entre 200 et 400 navires arrivent chaque année du Levant et de Barbarie pour effectuer une quarantaine. Plusieurs milliers de marins et plusieurs centaines de passagers doivent passer 3 à 5 semaines sur l'île de Pomègue ou au lazaret d'Arenc, avant de débarquer en ville.

### Difficultés
Dans les ports de moindre importance, des capitaines de navire sont récalcitrants à la contrainte des patentes de santé, et il existe des patentes de complaisance. Au XVIIIe siècle, les consuls de France et de Venise sont plus rigoureux en s'informant par eux-mêmes, alors que ceux de Grande-Bretagne et des Pays-Bas acceptent les certificats des autorités locales, ce qui peut entrainer un retard de plusieurs semaines dans la délivrance des patentes brutes. De même si les consuls de Venise sont sévères vis à vis des pays ottomans, ils sont plus souples avec leurs possessions de l'Adriatique qui en sont pourtant très proches.
La méfiance à l'égard de l'Empire ottoman, comme à la valeur de la patente de santé, explique pourquoi une patente nette ne dispense en aucun cas d'une quarantaine, elle ne fait que la raccourcir.
Au lazaret même, les autorités doivent affronter les fraudes administratives et les infractions aux règlements. Des disputes surviennent avec l'équipage d'un navire, ou ce sont les ouvriers du lazaret qui refusent d'obéir. Les infractions les plus graves sont l'évasion du lazaret (de personne ou de marchandises) et le contact avec des personnes extérieures au lazaret. À Marseille, les sanctions peuvent aller de l'amende à l'interdiction professionnelle jusqu'au bannissement ou la prison ; à Venise, après la peste de 1570, un gibet est installé au Lazzareto Nuovo.
Malgré tout, les infractions signalées restent en petit nombre, et du moins à Marseille, après la peste de 1720, la grande majorité des capitaines de navire se plie aux règlements sanitaires.

## Efficacité
La peste reste un réel danger pour l'Europe jusqu'au début du XIXe siècle, avec une létalité identique à celle de la peste noire médiévale (20 à plus de 50 %). Cette peste arrive le plus souvent par voie terrestre via les Balkans et l'est de la Mer noire, l'épidémie la plus sévère étant celle de Moscou (1771).
De 1716 (grande épidémie de peste en Europe centrale) jusqu'à 1845 (dernière grande peste du Levant de la 2e pandémie), la peste éclate à sept reprises dans des ports européens par navire provenant d'un port ottoman. Le cas le plus célèbre est la Peste de Marseille (1720). Sur les sept villes portuaires contaminées, quatre n'avaient pas de lazaret (Messine, Noja, Feodosia, Poros) et auraient dû refuser les navires pestiférés. Trois villes, dotés de véritables lazarets, ont eu la peste par négligence règlementaire (Marseille, Malte et Odessa).
En se basant sur le fait que, durant la même période, 69 navires pestiférés ont été retenus efficacement dans les lazarets (cas de peste à bord ou dans le lazaret sans transmission extérieure), Daniel Panzac suggère que « on peut donc se risquer à affirmer que les lazarets sont efficaces à 96 % ». Lorsque la peste franchit le lazaret, l'intendance maritime est impuissante, l'épidémie relevant de la défense terrestre.
De même Jean-Noël Biraben attribue la disparition de la peste en méditerranée au début du XIXe siècle à l'adoption des mesures sanitaires européennes par l'Empire ottoman (lazaret d'Alger, offices sanitaires turc et égyptien...). D'autres auteurs mettent plutôt l'accent sur des causes naturelles. Selon François Delaporte « Nul doute qu'il [le système des lazarets] a joué un rôle de défense subjective contre l'anxiété des populations. Peut-être plus, puisqu'il aurait fonctionné comme moyen de défense efficace » qui cite alors Pierre Chaunu :
Le cantonnement de la peste, une des plus grandes victoires de l'Europe classique... En 1720, le primat de l'intérêt de santé publique s'impose en dehors de l'État sur le plan des rapports internationaux.
Tout au long du XVIIIe siècle, les villes portuaires de méditerranée échangent des dizaines de milliers de lettres, pour s'informer réciproquement de leur situation sanitaire. Cette correspondance constitue un réseau international de plus en plus serré, qui ne s'arrête jamais, même en temps de guerre, préfigurant les accords internationaux du siècle suivant.

## Pest houseset lazarets terrestres

### Lazarets municipaux

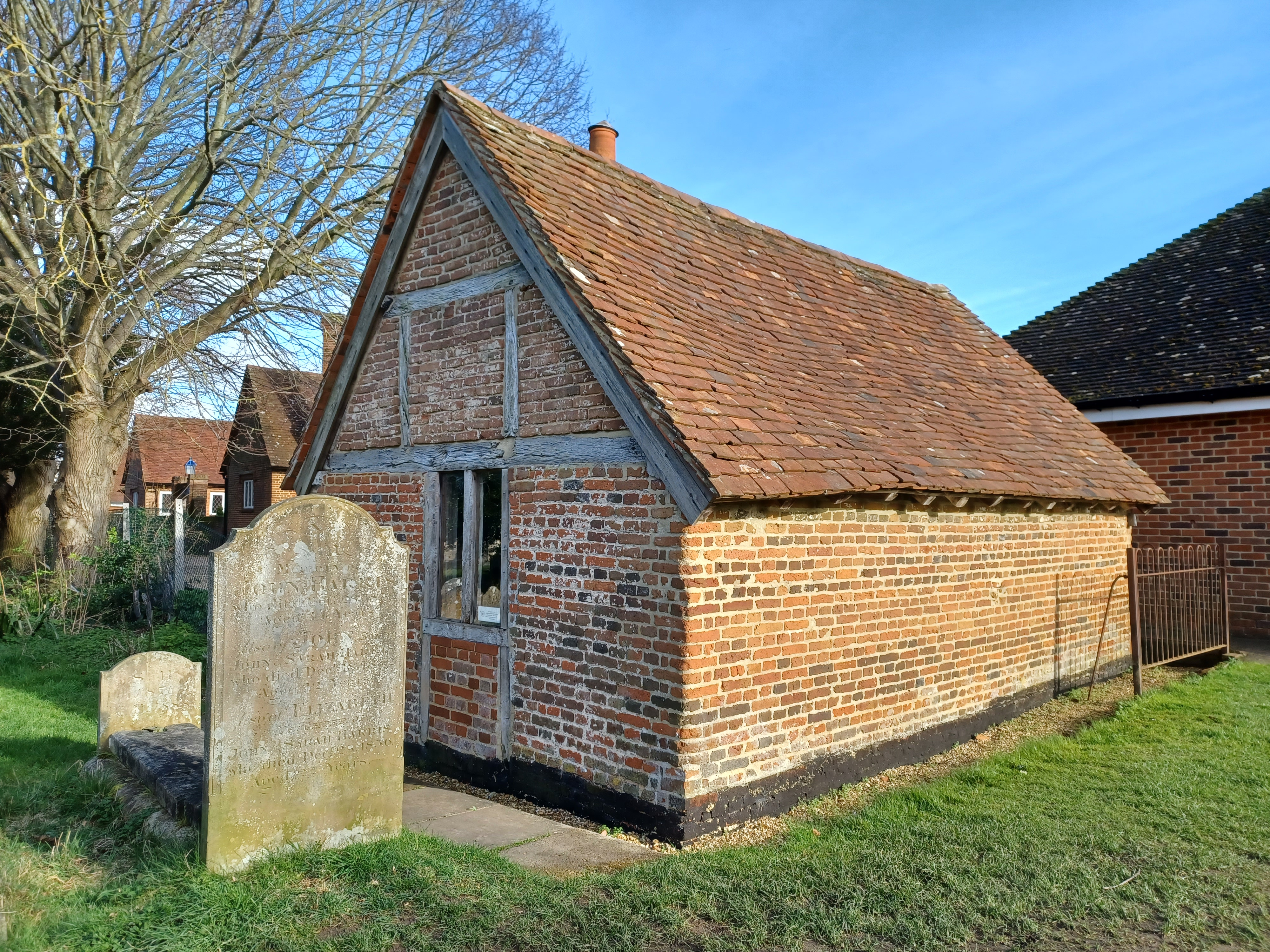
Petite pest house (XVIe siècle) du village d'Odiham (Angleterre), restaurée comme lieu de mémoire.

Jusqu'au début du XVIIIe siècle, pour s'opposer aux arrivées terrestres de la peste, il n'existe pas de système de protection équivalent aux lazarets maritimes. Dans le nord de l'Europe, les pest houses ne sont que des établissements temporaires, dont l'ouverture signifie que les autorités municipales reconnaissent la présence d'une épidémie de peste. Ils sont conçus pour isoler et abriter quelques dizaines de malades. En Angleterre, les pest houses sont financées par des taxes paroissiales ; dans des pays catholiques par des dons charitables ; dans les capitales par le trésor royal ; ailleurs par des taxes sur des communautés de métiers ou des communautés juives.
Le plus souvent le fonctionnement de ces pest houses ou petits lazarets est improvisé. Les administrateurs doivent trouver le personnel nécessaire, en offrant un salaire élevé à cause des risques, et les textes d'époque montrent qu'ils devaient littéralement faire du porte à porte pour mobiliser les ressources humaines et matérielles.

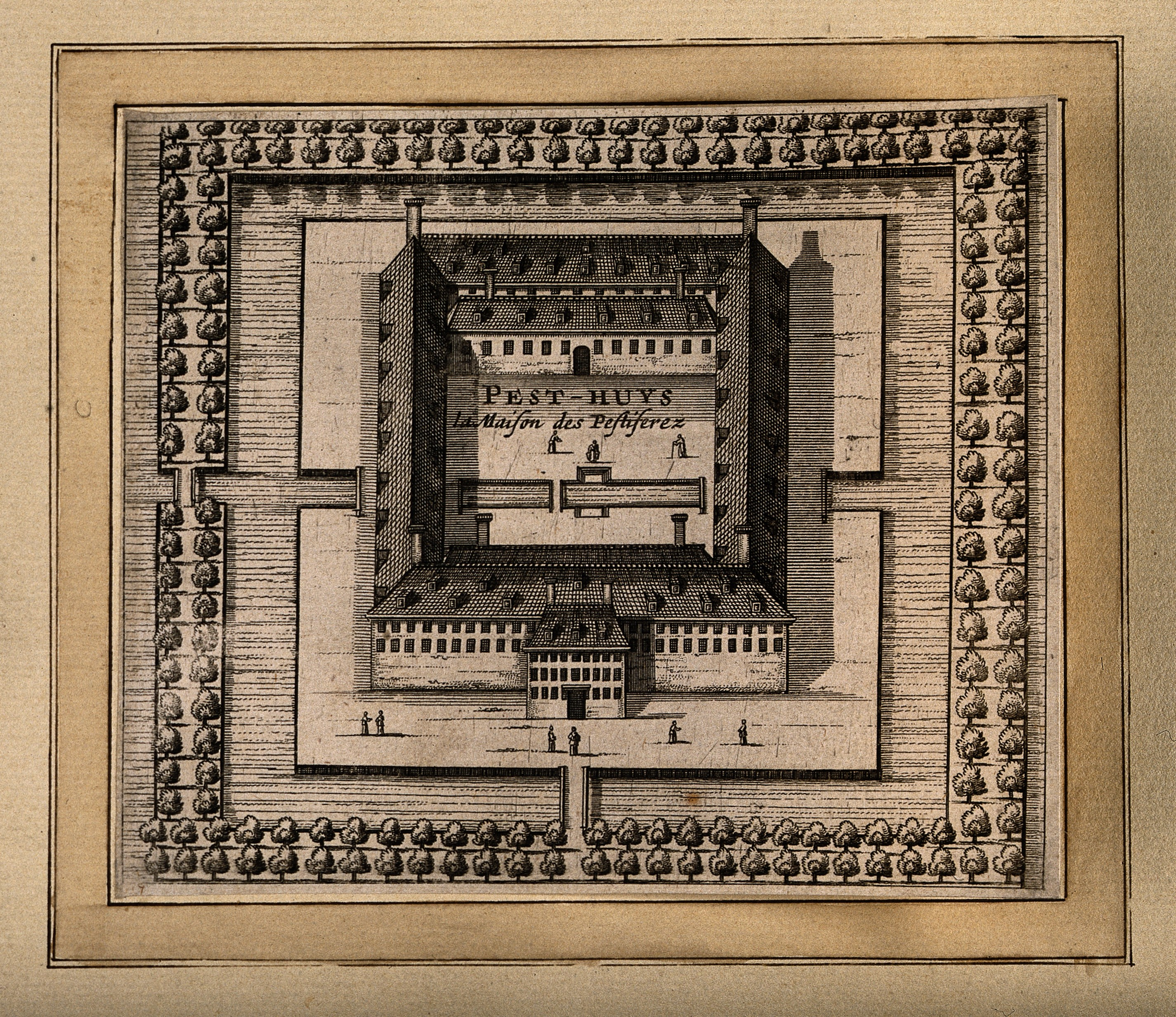
Dessin du lazaret ou Pesthuis de Leyde, vu en plan.

Lors de la grande peste de 1665, Londres n'avait que 5 pest houses pouvant abriter 600 malades environ pour une population de 420 000 habitants. Aussi ces structures sont rapidement débordées en situation épidémique. Lors de l'épidemie de 1630, le lazaret San Miniato de Florence ne dispose dans son quartier féminin que de 82 lits pour y mettre 412 femmes. De même, le plus grand lazaret de cette époque, le lazaret de Milan (vaste quadrilatère de 378 m sur 370) a pu contenir cette année là jusqu'à 15 000 personnes.
Dans ces établissements, les conditions de vie sont terribles (misères et violences), et la mortalité très élevée. Il semble que les structures plus petites et bien pourvues offrent de meilleures chances de survie. Sinon, la mortalité dans ces établissements était de l'ordre de 50 à 60 % dans les villes italiennes de 1630, jusqu'à 80 % dans les villes d'Ukraine dans les années 1770.

### Lazarets et cordons sanitaires
Au début du XVIIIe siècle, l'Autriche met en place un cordon sanitaire sous administration militaire, tout le long de sa frontière turque. Il s'agit d'une série de postes de garde disposés sur 2400 km de frontière. Les relations avec l'Empire ottoman sont surveillées par un nombre limité de lieux obligés de contact et de passage : les Rastelle et les Kontumazanstalt.

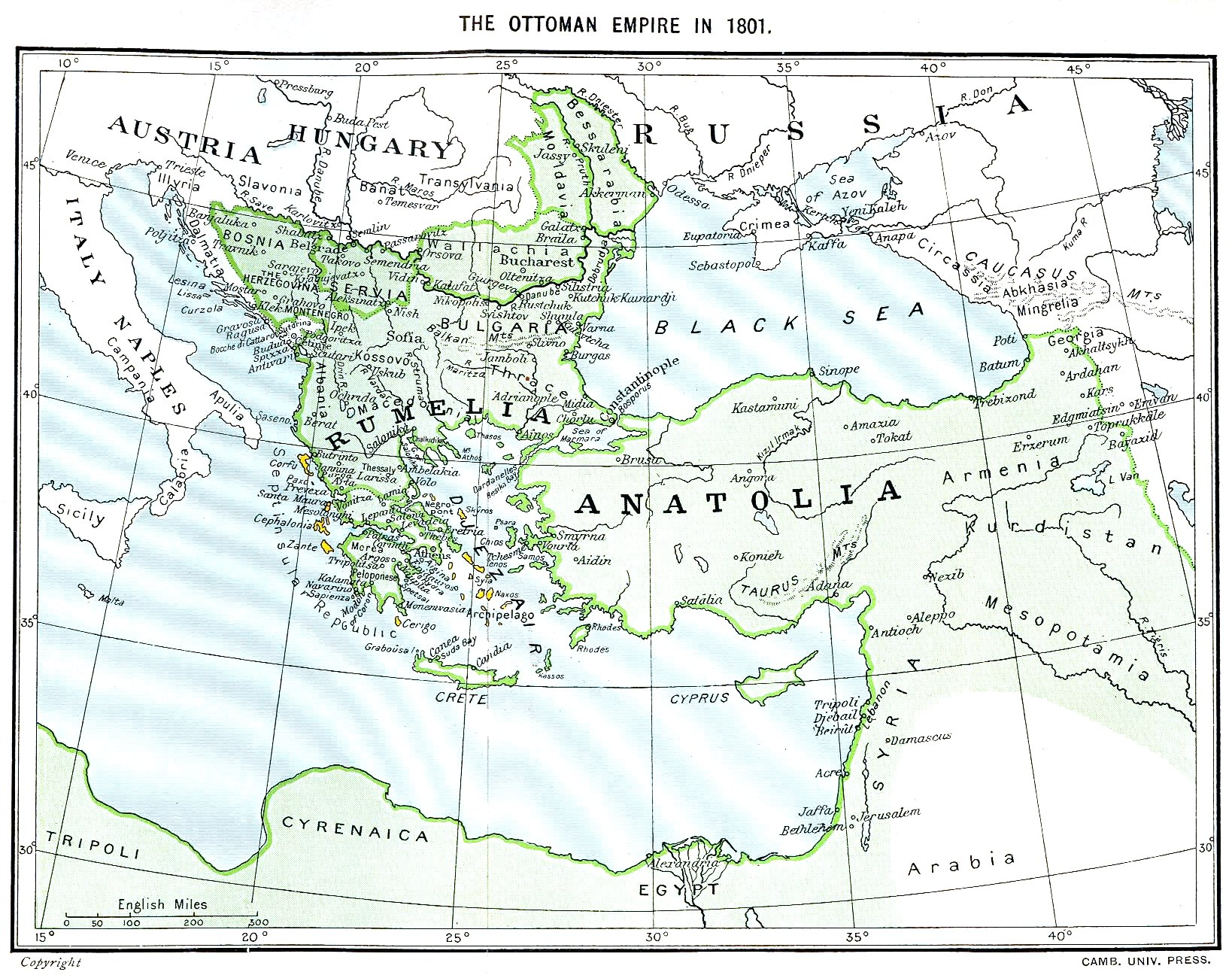
Plan des frontières entre l'Empire ottoman, l'empire d'Autriche et l'Empire russe en 1801.

Un rastel est un vaste terrain de plusieurs hectares composé d'un enclos palissadé et de plusieurs bâtiments de service et d'un lieu de quarantaine, qui sert de marché d'échange. A l'extrémité de l'enclos, produits et argent autrichiens sont déposés sur une grande table. Les discussions s'engagent de loin, et après accord les turcs viennent prendre les marchandises et déposer les leurs. Les autrichiens ne prennent les produits turcs que lavés et parfumés, avec argent trempé dans du vinaigre. Il existe une trentaine de rastelle sur ce cordon sanitaire, soit un tous les 80 km en moyenne.
Un kontumazanstalt est un lazaret routier contrôlant le trafic voyageurs et marchandises dans le sens Turquie-Autriche. Il en existe une douzaine. Il est situé sur un terrain entouré de hauts murs, et composé de plusieurs cours, magasins et maisons de quarantaine. La quarantaine varie de 8 à 40 jours, les objets et marchandises subissent une immersion prolongée puis sont longuement aérés. Ce qui ne peut être immergé, comme le courrier, est soumis à une fumigation de soufre ou de chlore.
Ce système de cordon sanitaire permanent est repris par les Vénitiens en 1795 sur la frontière de la Dalmatie, alors vénitienne, puis par les Français lors de l'occupation de la région de 1806 à 1813. Après 1814, l'Autriche assume seule la protection de l'Europe contre la peste terrestre provenant de l'Est. Quand une épidémie de peste s'approche de la frontière à moins de 22 km, dans le secteur qui en dépend, les rastelle sont fermés et seuls les kontumaz continuent de fonctionner.
Au cours du XIXe siècle, avec le recul de l'Empire ottoman, ce modèle autrichien est repris par l'Empire russe sur la frontière du Danube, par la Serbie sur sa frontière turque, et par la Grèce (lazarets terrestres et maritimes).

## Période finale
La peste épidémique disparait de la méditerranée et de l'Empire ottoman dans les années 1820-1840. Elle ne subsiste plus que par quelques bouffées épidémiques dans ses foyers historiques permanents. L'opposition entre l'Occident protégé et l'Orient pestiféré tend à se réduire.
Cependant d'autres épidémies par transport maritime apparaissent comme la fièvre jaune et surtout le choléra.

### Lazarets de nouvelle génération

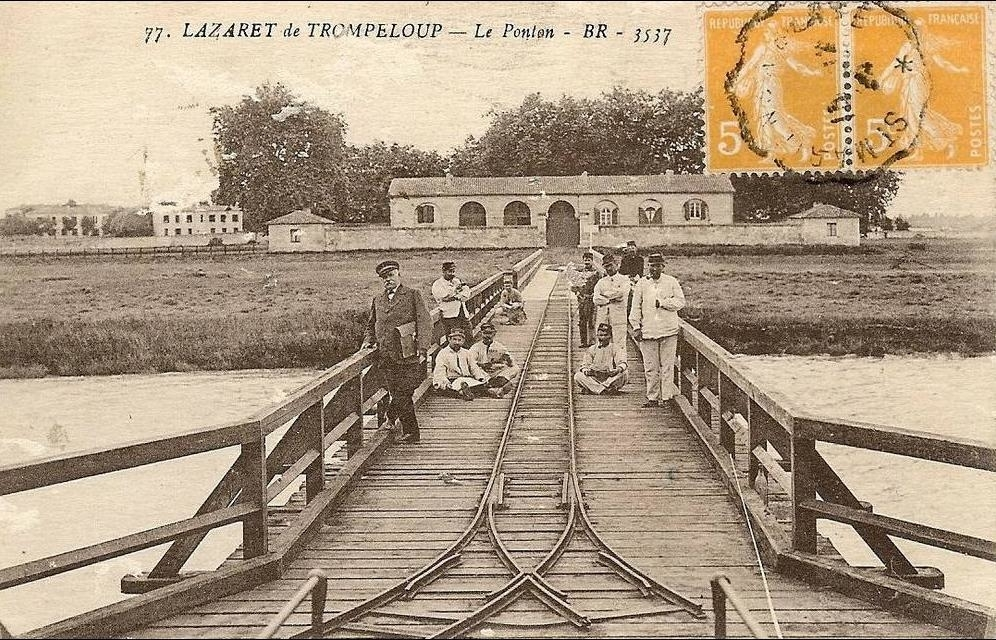
Le Lazaret de Pauillac au lieu-dit Trompeloup, organisé en système pavillonnaire, vu depuis l'embarcadère.

Jusqu'alors, l'Europe était relativement à l'abri des maladies épidémiques des zones tropicales humides, à cause de la faiblesse du commerce direct avec l'Afrique noire, et de la longue durée des voyages transocéaniens. L'apparition de voiliers plus rapides et des contacts plus étroits avec le Nouveau Monde entrainent l'apparition de fièvre jaune dans des ports européens dès la fin du XVIIIe siècle.
En 1822, les autorités françaises décident d'établir un système de lazarets sur la façade atlantique, en donnant la priorité à deux sites : l'embouchure de la Garonne et l'entrée dans la Manche. Ce qui aboutit à la création de nouveaux lazarets tels que le Lazaret de Pauillac, le lazaret de Lorient sur l'Île Saint-Michel, ou le lazaret de Brest sur l'île Trébéron.
En méditerranée, le système français déjà existant est complété par la création, en 1807, d'un lazaret sur les îles Sanguinaires au large d'Ajaccio. À Marseille, sur l'île Ratonneau, l'hôpital Caroline est construit entre 1823 et 1828.

### Critiques

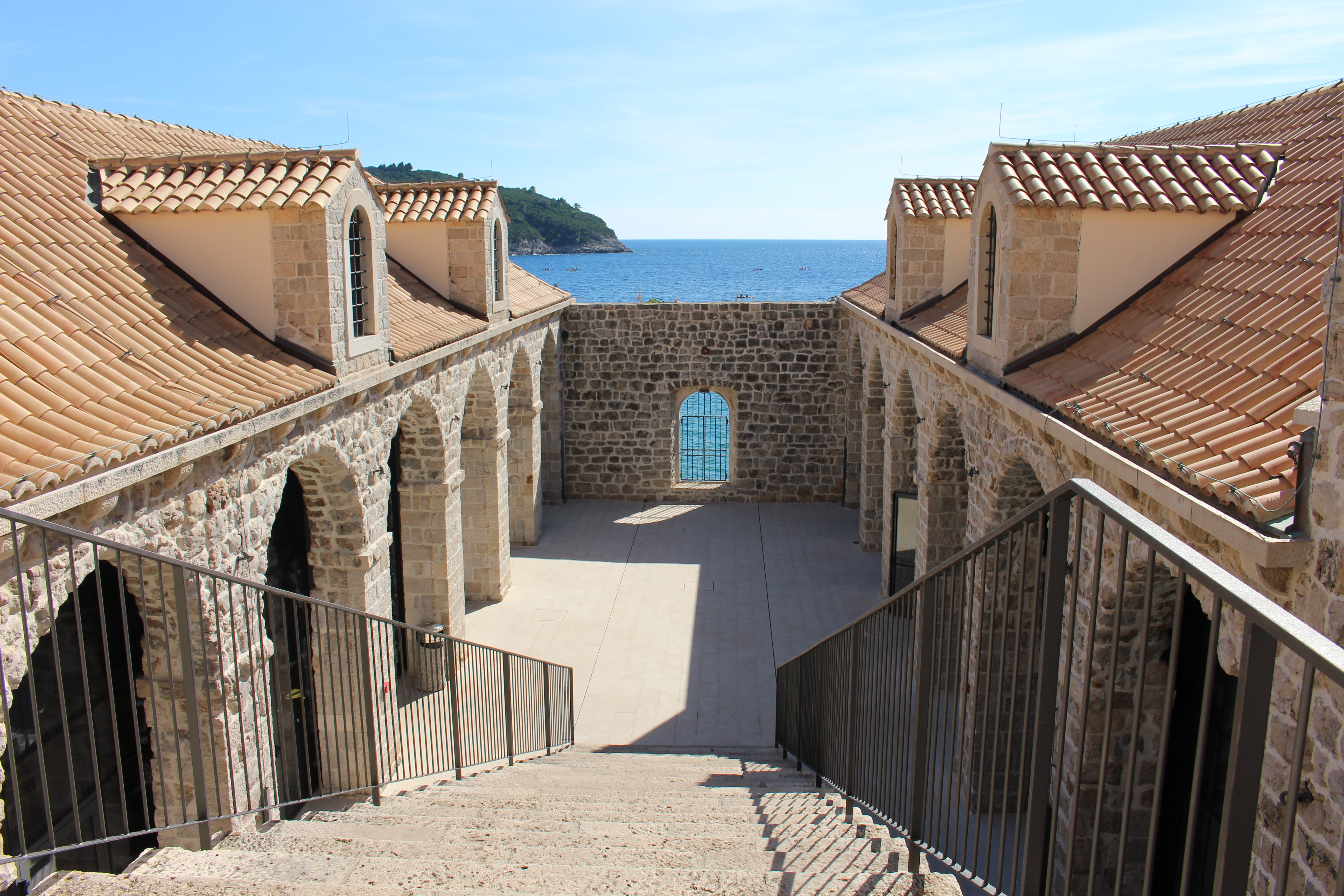
Cour intérieure du Lazaret de Dubrovnik.

Au cours du XIXe siècle, le dispositif règlementaire des lazarets est remis en question pour des raisons médicales et économiques. Les médecins sont partagés entre deux conceptions des maladies contagieuses : le « contagionisme » (transmission par contact) et l'anticontagionisme ou « infectionisme » (transmission par air infect ou miasmatique). Confrontés à des observations contradictoires, les autorités médicales ne parviennent pas à trancher, le problème ne sera résolu qu'avec la théorie microbienne à la fin du XIXe siècle. Elles constatent que les lazarets et quarantaines, apparemment efficaces contre la peste et la fièvre jaune le sont moins contre le choléra.
La critique des lazarets est aussi d'ordre social et politique. Le développement industriel et le libéralisme économique s'accommodent mal avec les quarantaines de longue durée, d'autant plus que la navigation à vapeur réduit la durée de traversée de la méditerranée d'un mois à quelques jours. De 1840 à 1850, le nombre de navires double, l'essor des compagnies maritimes est freiné par les règlements de quarantaine.

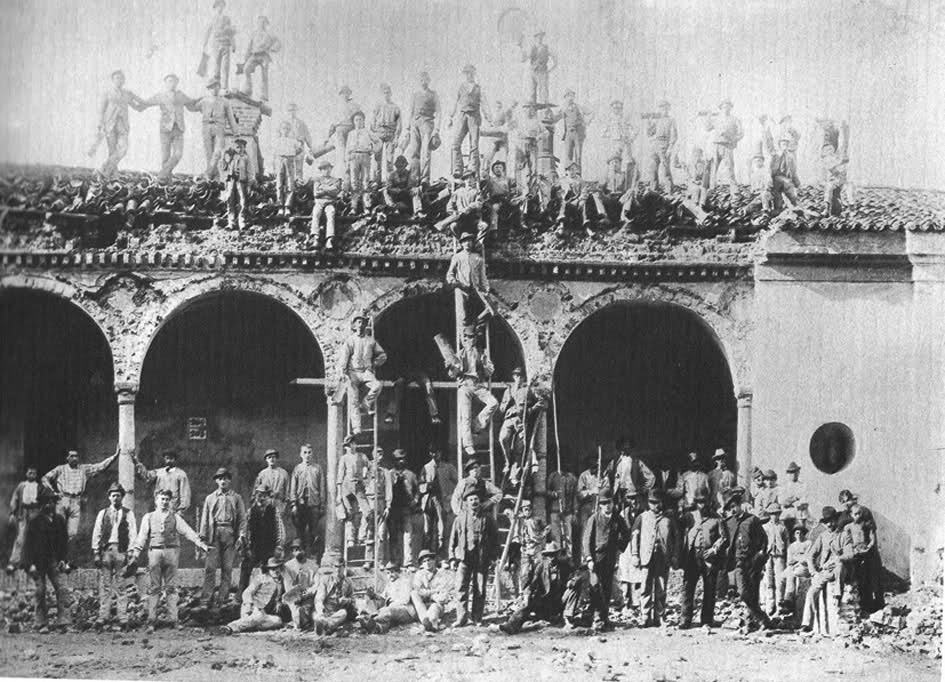
Ouvriers exécutants la démolition du Lazaret de Milan, photo prise entre 1882 et 1890.

L'Angleterre est le premier pays à abolir la quarantaine pour les paquebots provenant d'Alexandrie et de Constantinople faisant perdre à la France son avantage géographique : pour aller de l'Orient à Paris, on mettait deux fois moins de temps en passant par Londres que par Marseille (alors opposée à toute réforme du système). Après plus d'un siècle, le souvenir de la peste de 1720 restait dans la mémoire des marseillais.
Le débat devient idéologique : le lazaret est une institution médiévale dépassée qui n'a plus sa place dans un monde moderne et de progrès.
La plupart des pays cherchent à réduire la durée des quarantaines et réviser, voire refondre totalement, les règlements sanitaires. Dans la deuxième moitié du XIXe siècle, les conférences sanitaires internationales se succèdent. Le lazaret n'est plus un lieu obligé de passage ou de réclusion, il devient un lieu de séjour exceptionnel.
L'avènement de la microbiologie rend caduques les mesures d'isolement systématiques, dans la mesure où l'on sait déceler la présence réelle d'une maladie, préciser sa période d'incubation et comprendre son mode exact de transmission. Il ne s'agit pas de supprimer les mesures de sécurité, mais de les réorganiser sur des bases rationnelles : la sécurité sanitaire doit être efficace d'une part, sans entraver les affaires d'autre part.
Par exemple, à Marseille, surtout après la signature d'une convention sanitaire internationale en 1894, les lazarets ne sont plus utilisés que de façon ponctuelle, notamment au cours des deux guerres mondiales (logement de réfugiés ou de prisonniers, isolement de malades atteints de typhus en 1916 et 1941),.

## Postérité

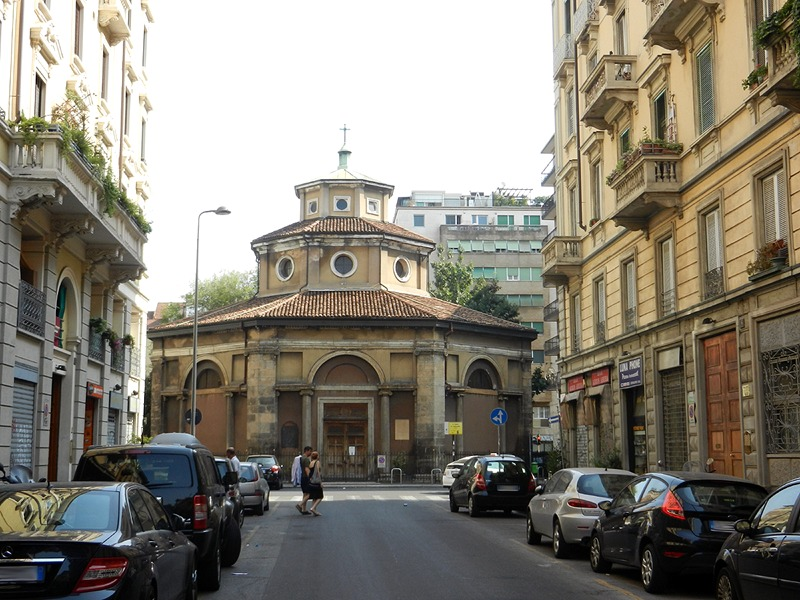
La chapelle centrale San Carlino conservée du Lazaret de Milan.

Des pest houses et anciens lazarets ont connu une vie après la peste, en restant un refuge ou un essai de contrôle contre d'autres maladies comme la syphilis, le choléra, ou la variole.
À partir de la fin du XIXe siècle, ce type d'établissement, devenu inutile, a été démoli plus ou moins totalement (lazarets de Gênes en 1900, de Kostajnica après 1870, de Split bombardé lors de la seconde guerre mondiale) ou en ruines abandonnées (Rijeka, Sète, Syra). L'église ou la chapelle centrale de ces lazarets a été souvent préservée, comme celles de Vérone, de Livourne, de Milan, de Zemun.
Sur l'emplacement de lazarets disparus, un nom de rue ou de quartier peut rappeler leur existence : « rue de la quarantaine » à Braïla, via lazzaretto à Milan, le quai du Lazaret à Marseille, Le Lazaret et la plage du lazaret à Sète.

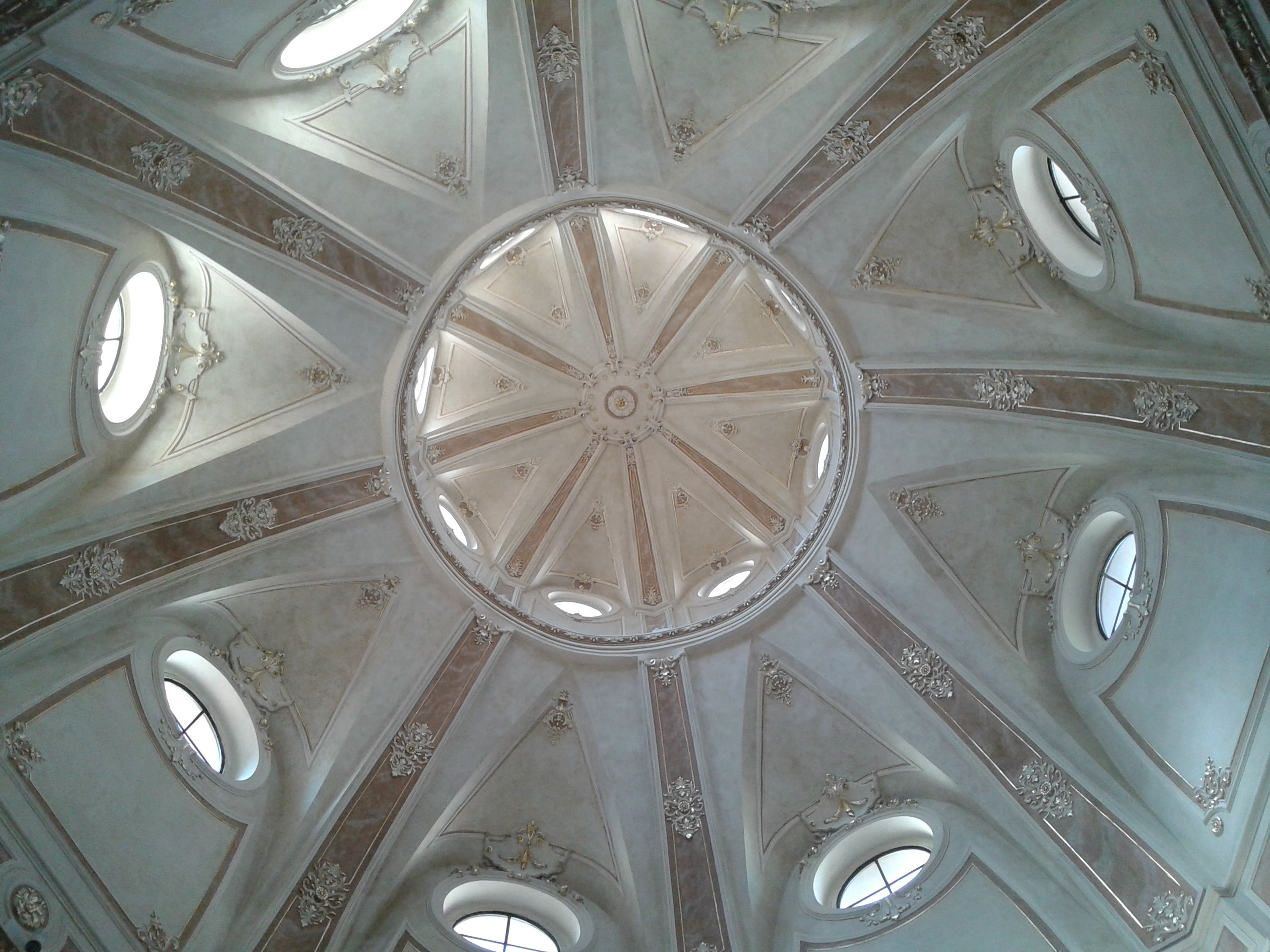
Vue sous la coupole de la chapelle San Carlino de Milan.

Des lazarets ont été convertis à d'autres usages, tels que :
- religieux (« couvent-lazaret », couvent utilisé comme lazaret en période épidémique)[2] ;
- marine militaire (lazarets d'Ancône, de La Spezia, de Malte, Toulon) ;
- prison (lazaret de Corfou durant la seconde guerre mondiale, de Naples) ;
- habitations (Hercegnovi), établissement balnéaire et touristique (lazaret de Dubrovnik) ou hôtels de luxe (Port Mahon) ;
- finalement restaurés comme musée, centre culturel ou lieu de mémoire (Lazaretto d'Ancône, Hôpital Caroline de Marseille, de Trieste).

Dans les centres d'extermination de l'Aktion Reinhardt, le lazaret (Lazarett) désignait un lieu d'exécution dissimulé en infirmerie. L'usage spécifique du terme est attesté particulièrement à Treblinka, Belzec, et Sobibor.

## Exemples

### En France
Auvergne-Rhône-Alpes
- le Lazaret de Villette-de-Vienne établi en 1720, probablement situé près de la chapelle d'illins[36].

Bretagne
- le lazaret de l'île Saint-Michel dans la rade de Lorient,
- le lazaret de l'île Trébéron dans la rade de Brest.

Centre-Val de Loire
- la maladrerie Saint-Lazare à Tours.

Corse
- le Lazaret d'Aspretto, à Ajaccio,

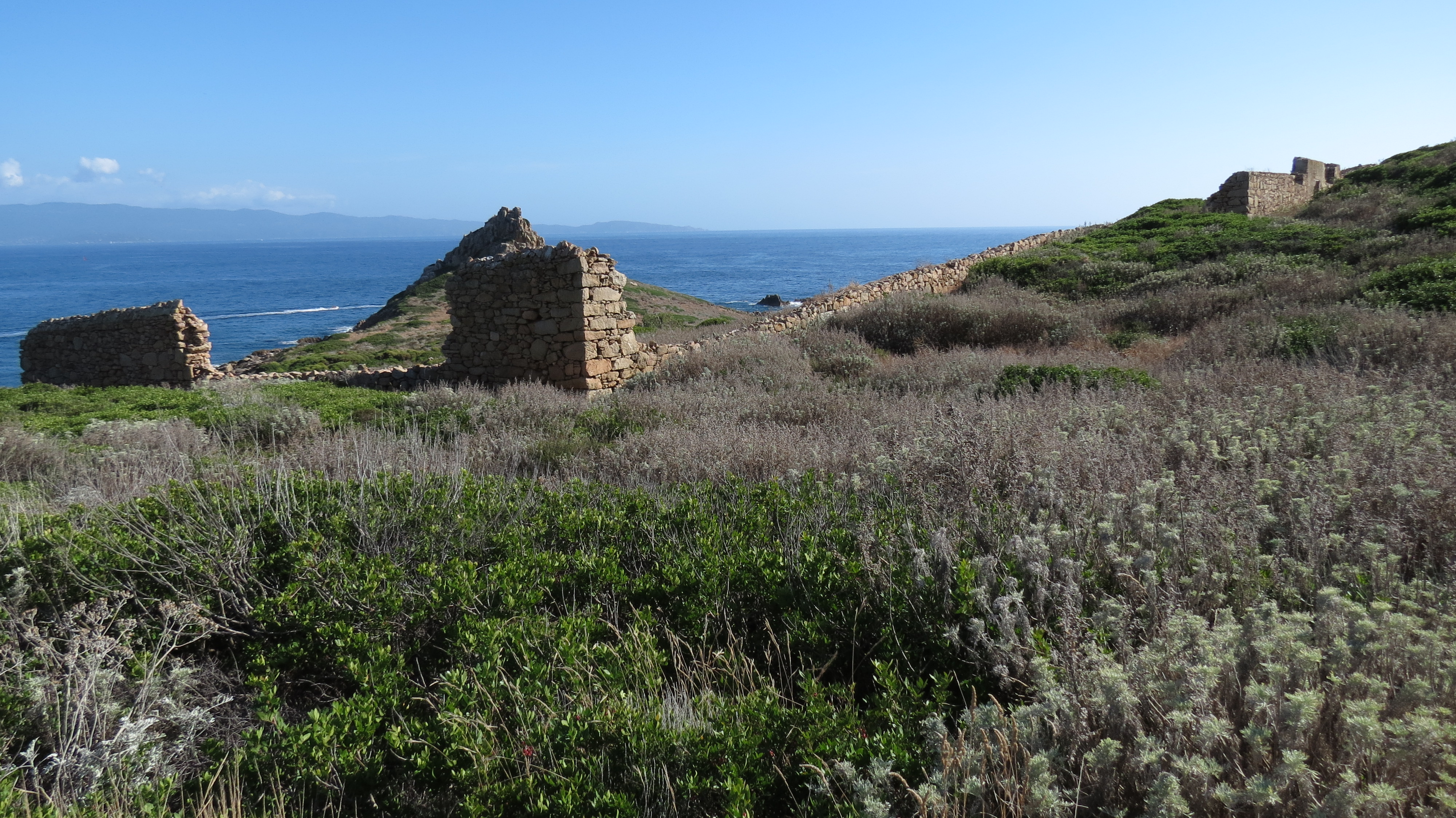
Les ruines du Lazaret des Îles Sanguinaires.

- Le Lazaret de l'archipel des Sanguinaires, au large d'Ajaccio.

Hauts-de-France
- le lazaret allemand d'Hautmont,
- la maladrerie Saint-Lazare, à Beauvais.

Normandie
- le lazaret de la rade du Hoc, au sud du port du Havre, sur la rive septentrionale de l'estuaire de la Seine[37],
- le lazaret de l'île de Tatihou, en face de Saint-Vaast-La-Hougue, à l'extrémité nord-est du Cotentin.

Nouvelle-Aquitaine
- le Lazaret de Pauillac, sis sur la commune de Saint-Estèphe, près de Pauillac.

Occitanie
- le lazaret de Sète se trouvait à l'emplacement des immeubles de la plage du Lazaret qui le desservait alors par l'ouest, au sud-ouest de Sète. L'ensemble du quartier et le village vacances plus au nord (appelé un temps : « Nouveau Lazaret ») se dénomment toujours « Le Lazaret »[38].

Pays de la Loire
- le lazaret de Mindin sis à Saint-Brevin-les-Pins, sur la rive méridionale de l'estuaire de la Loire[39].

Provence-Alpes-Côte d'Azur
- le lazaret d'Arenc, à Marseille.

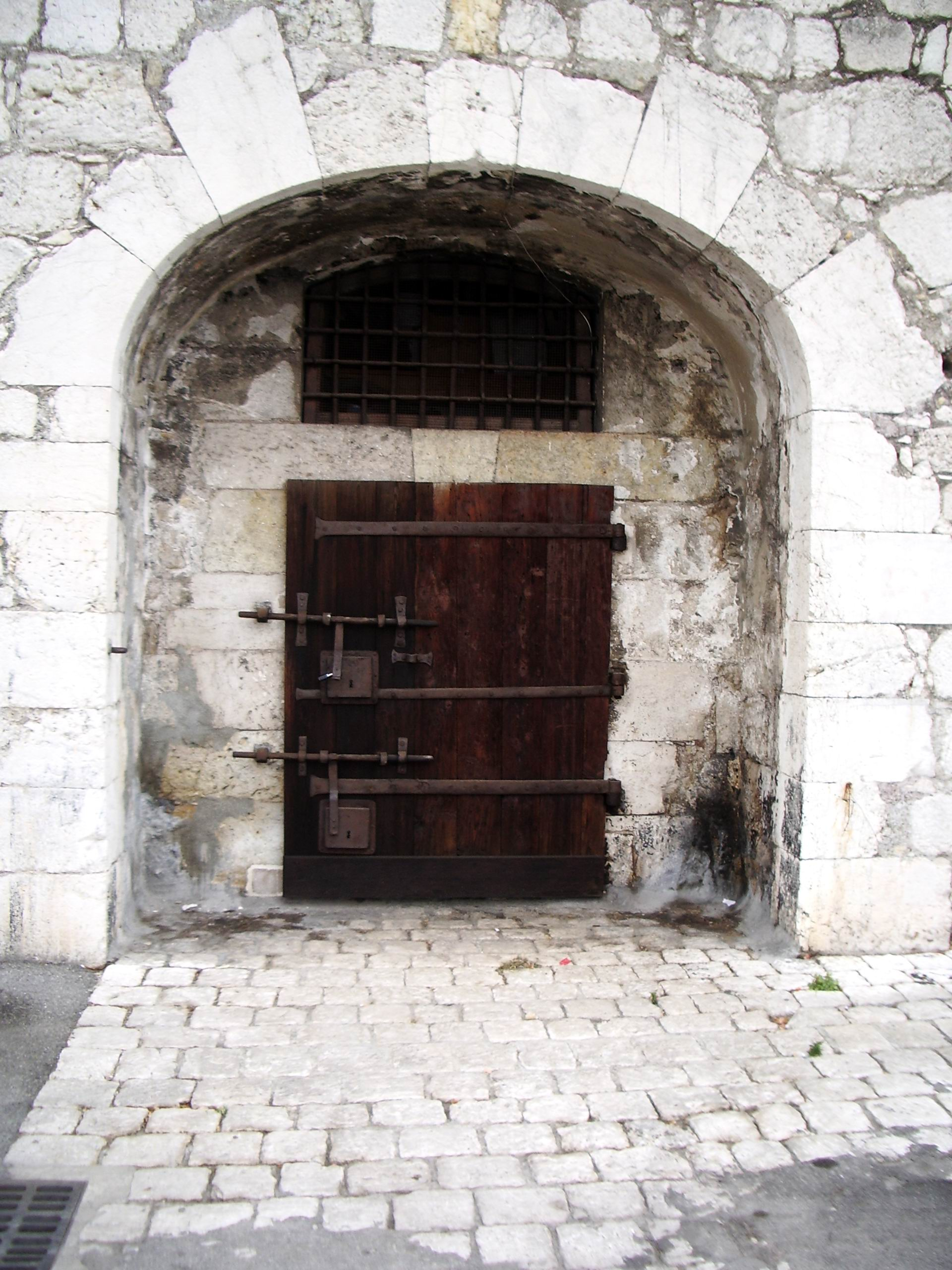
La porte d'accès de l'ancien Lazaret du port de Nice.

- le lazaret du Frioul, appelé « hôpital Caroline », sis sur l'île Ratonneau, dans la rade de Marseille.
- le lazaret de Toulon situé sur le cap Cepet et donnant sur la rade.
- le lazaret de Nice se trouvait à proximité du restaurant « La Réserve » ouvert vers 1875-1878, à l'entrée de l'actuel port[40]. Le lazaret a été établi après 1657[41] et détruit par une explosion en 1795[42]. Une « rue du Lazaret » débouche également sur le port de Nice.
- la grotte du Lazaret, au sud-est de l'ancien lazaret de Nice.
- le lazaret de Villefranche-sur-Mer.

La Réunion
- le lazaret de la Ravine à Jacques, Saint-Denis.
- les lazarets de la Grande Chaloupe, La Possession.

### Dans le monde
Canada

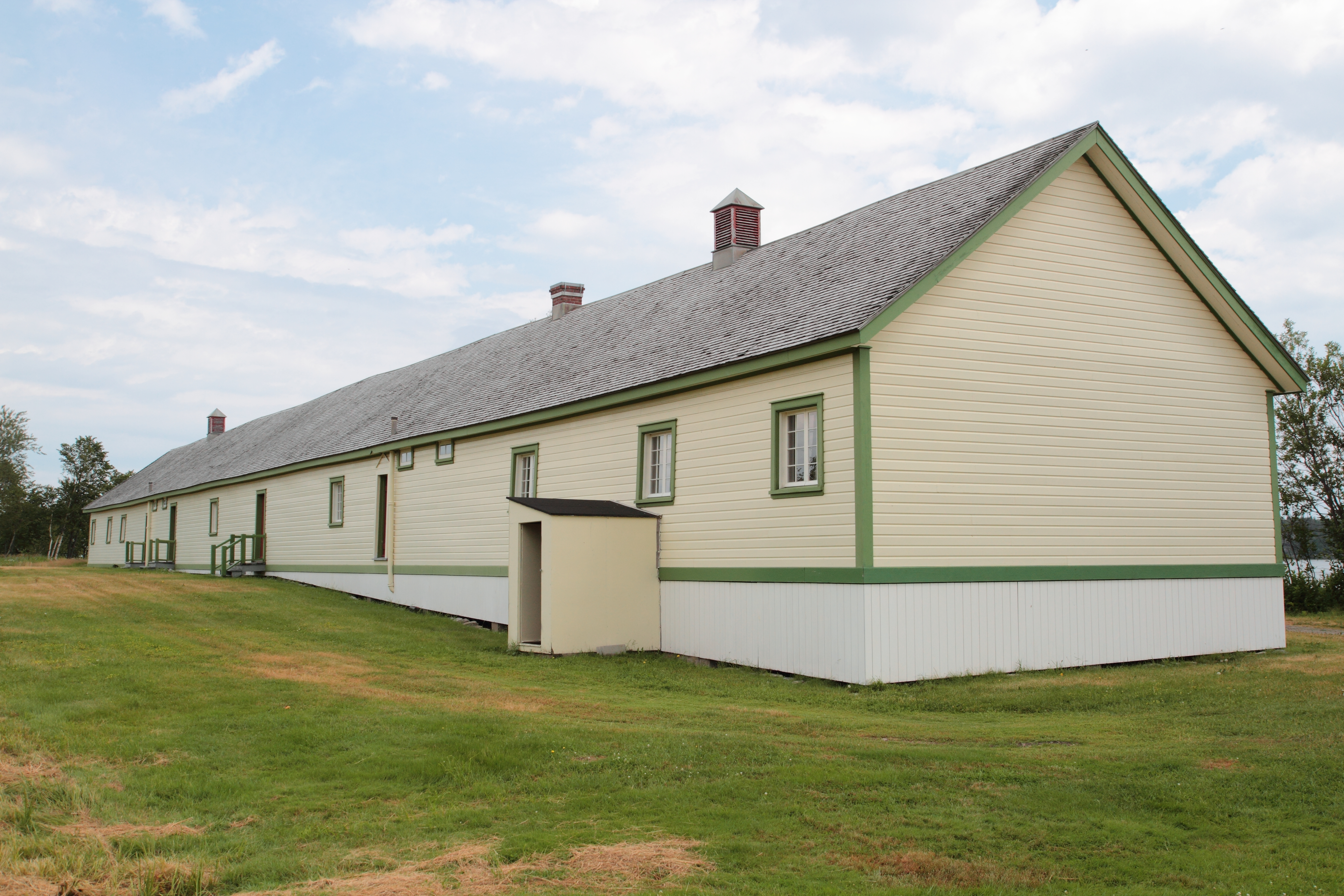
Bâtiment réhabilité de l'Hôpital de la variole (1847) du Lazaret de Grosse-Île, préservé comme lieu de mémoire.

- Le lazaret de Grosse Île, au Québec.
- Le lazaret de Tracadie, en Acadie.

 Croatie
- Le lazaret de Dubrovnik.
- Le lazaret de Hrvatska Kostajnica.
- Le lazaret de Rijeka.
- Le lazaret de Split.

 Égypte
- Le lazaret de Tor, dans le Sinaï.

 Espagne
- Le lazaret du port de Mahón, sur l'île de Minorque aux Baléares.

 Grèce
- Le lazaret d'Argostóli.
- Le lazaret de Corfou.
- Le lazaret de Syra.
- Le lazaret de Vathy.

 Guinée
- Le lazaret de Conakry.

 Italie

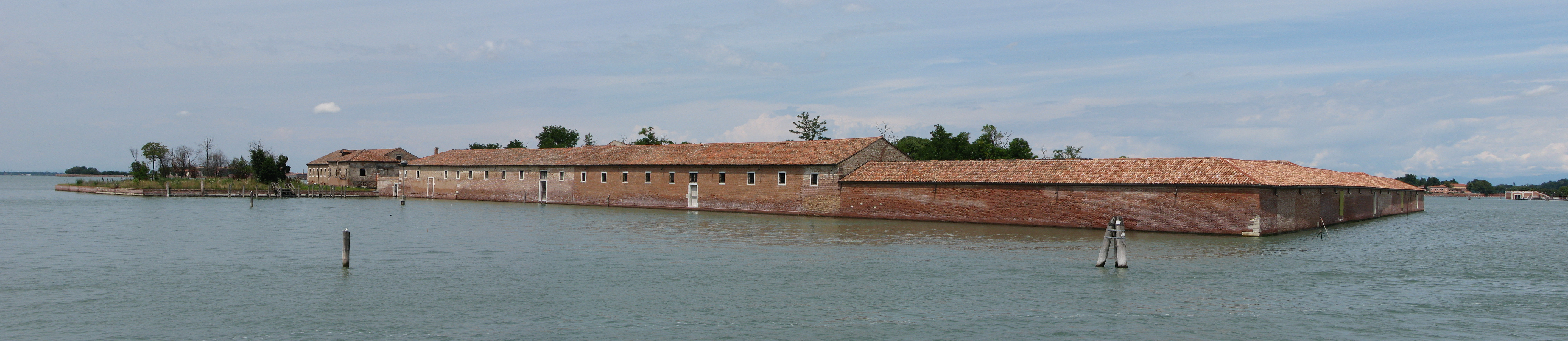
Le Lazzaretto Vecchio sur son île à Venise.

- Les trois lazarets du port de Livourne, en Toscane, – San Rocco, San Giacomo et San Leopoldo.
- Le lazaret de l'île de Poveglia, le Lazzaretto Vecchio et le Lazzaretto Nuovo à Venise
- Le lazaretto d'Ancône.
- Le lazaret de Gênes.
- Le lazaret de Naples, sis sur l'île de Nisida dans le golfe de Pouzzole.
- Les lazarets de Trieste, San Carlo et Santa Teresa.
- Le lazaret de Varignano, près du port de La Spezia.

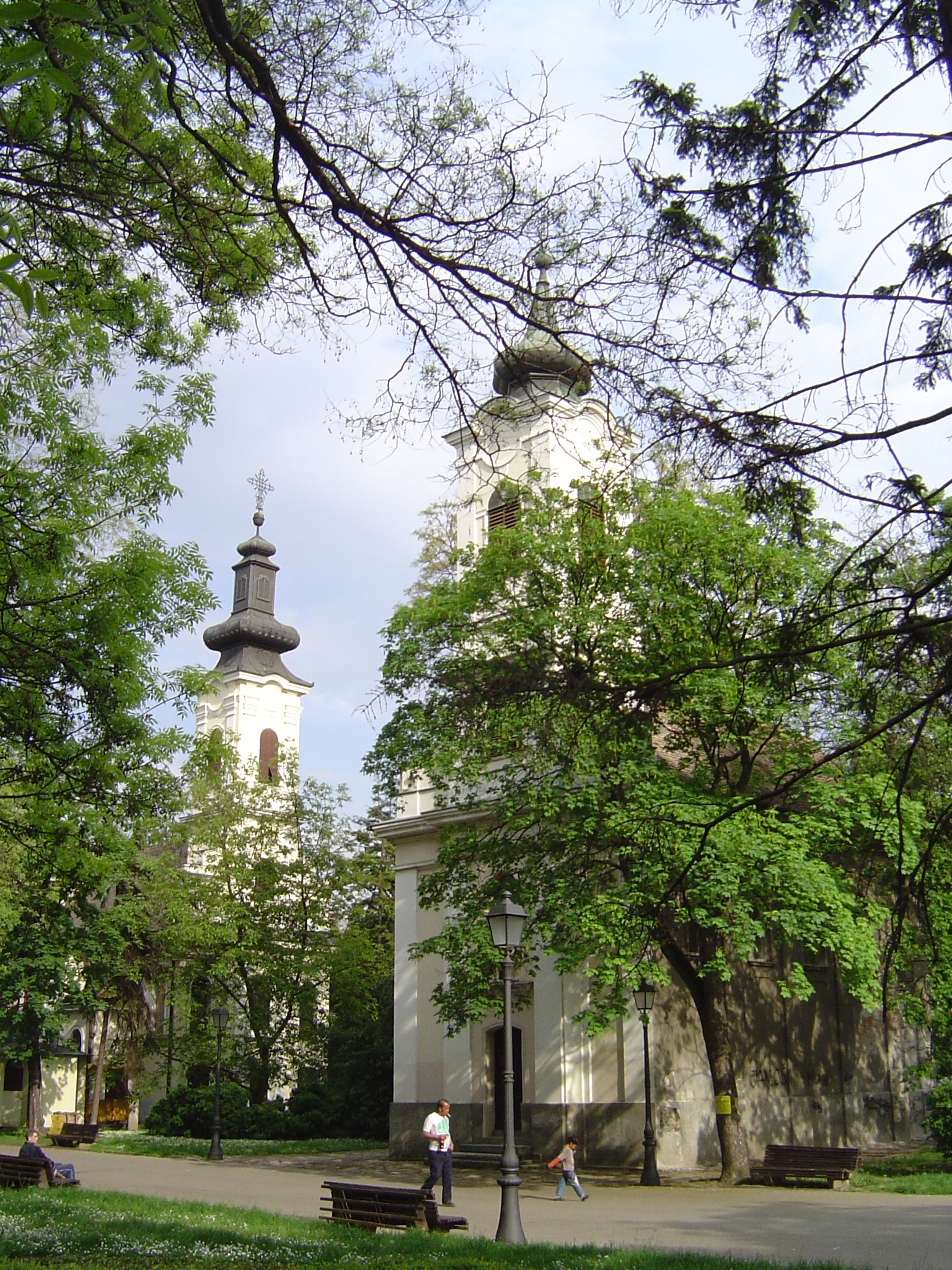
Les deux chapelles préservées du lazaret de Zemun, dans le Gradski park : l'une orthodoxe, l'autre catholique.

 Malaisie
- l'île Jerejak

 Malte
- Le lazaret de l'île Manoel (en) desservant le port de La Vallette.

 Maroc
- Le lazaret Dhar Lamhalla, quartier d'Oujda.

 Monténégro
- Le lazaret d'Herceg Novi.

 Roumanie
- Le lazaret de Braïla.

 Sénégal
- Le lazaret de Dakar.

 Serbie
- Le lazaret de Zemun (ou Semlin en allemand), son emplacement est devenu le Gradski park[32].

## Quelques mentions littéraires
- Jean-Jacques Rousseau (1712-1778), dans Les Confessions (livre VII), décrit sa quarantaine au lazaret de Gênes en 1743[43] ;

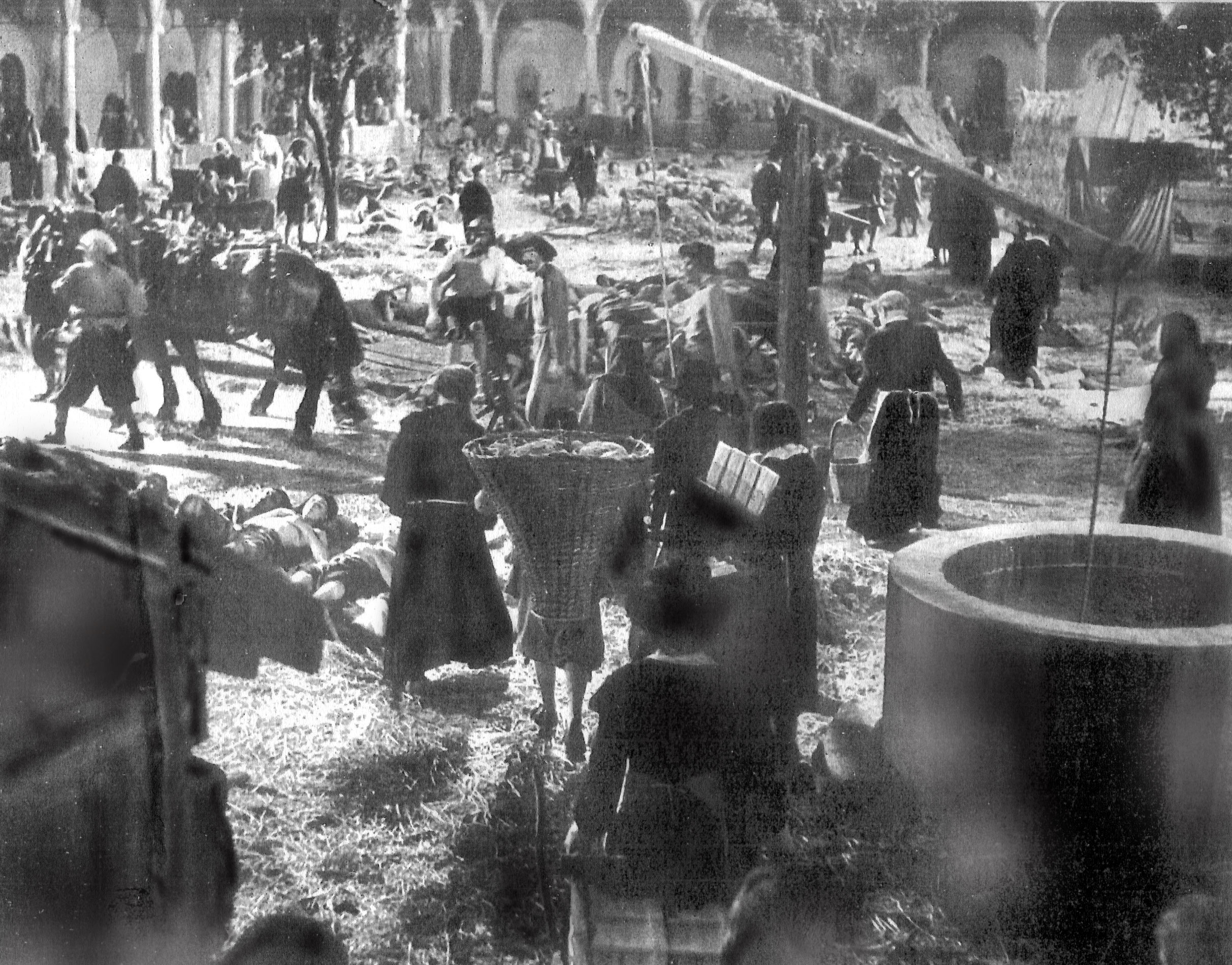
Le Lazaret de Milan lors de l'épidémie de peste en 1630-1631, scène du film I promessi sposi (1941) de Camerini.

- Casanova (1725-1798), dans ses mémoires Histoire de ma vie (chapitre VIII), raconte son séjour au lazaret d'Ancône et comment il séduisit une belle voisine de quarantaine[43] ;
- John Howard (1726-1790), dans An account of the principal lazzerettos in Europe, décrit les cellules du lazaret de Gênes, semblables à celles d'une prison[44] ;
- Jacques Grasset de Saint-Sauveur (1757-1810), dans son Voyage historique et pittoresque dans les isles et possessions, ci-devant vénitiennes du Levant, décrit le lazaret de Céphalonie en Grèce[45] ;
- Alessandro Manzoni (1785-1873), dans son roman Les fiancés (I promessi sposi), fait une terrible description du lazaret de Milan lors de l'épidémie de peste de 1630[2]. Il en existe plusieurs adaptations cinématographiques dont celle de Mario Camerini en 1941 ;
- Jacques Boucher de Perthes (1788-1868), dans son Voyage à Constantinople, décrit le cordon sanitaire et les établissements de quarantaine établis sur le Danube[46].
- Alphonse de Lamartine (1790-1861), dans son Voyage en Orient mentionne son séjour au lazaret de Semlin (Zemun) en septembre 1833[47], et dans Nouveau voyage en Orient au lazaret d'Arenc de Marseille en 1850[48].
- En 1846, Alexis de Valon (1818-1851) écrit à propos des lazarets français : « dans l'état actuel des choses, les passagers de nos paquebots venant d'un pays infecté doivent faire, dans certains cas que nous expliquerons plus tard, dix-sept jours de quarantaine et jamais moins de quatorze. Les passagers des bâtiments marchands sont condamnés à vingt-un jours de lazaret après le débarquement de la cargaison. Telle est la durée que l'on assigne aujourd'hui à cette période d'incubation que l'on fixait autrefois à quarante jours »[49].
- Alphonse Daudet (1840-1897), dans Le phare des Sanguinaires, une de ses Lettres de mon moulin, mentionne le lazaret en ruines de l'une des îles Sanguinaires.